# Азулежу

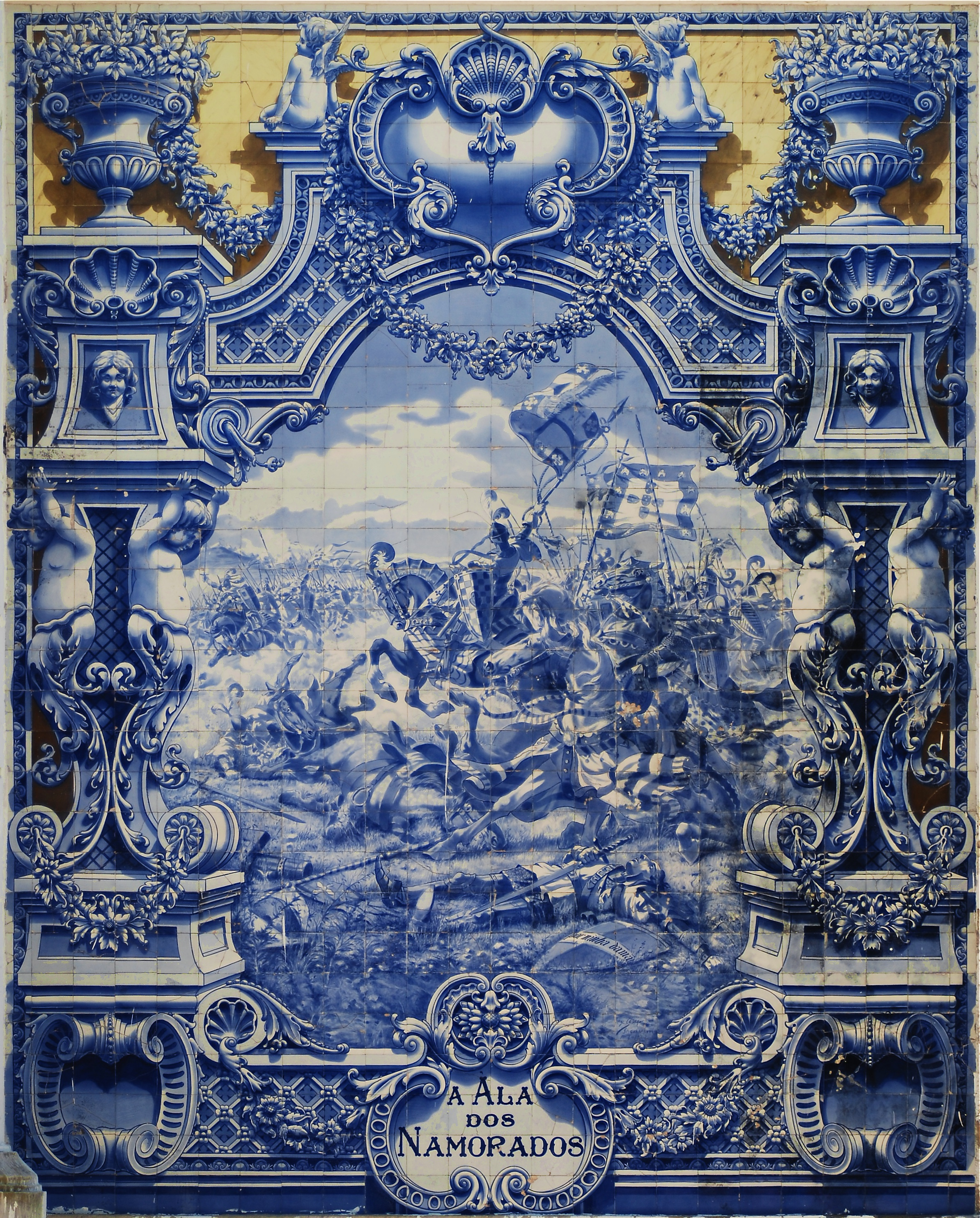
Панель Битви при Алжубарроті португальського художника Жорже Колазу, 1922 рік.

Азулежу (порт. azulejo) — це форма португальського та іспанського кахлю. Азулежу зустрічається у інтер'єрах та екстер'єрах церков, палаців, звичайних будинків, шкіл, а нині ресторанів, барів і навіть залізничних станцій або станцій метро. Воно використовувалось не лише як орнаментальна форма мистецтва, але й мало специфічну функціональну здатність, як регулювання температури в будинках.
Існує також традиція їх виробництва в колишніх іспанських та португальських колоніях Північної Америки, Південної Америки, Гоа, Португаломовної Африки, Східного Тимору та Філіппін.
Особливий успіх азулежу знайшов і в Лігурії (Італія), завдяки тісним зв'язкам між християнськими та ісламськими територіями Піренейського півострова та Республікою Генуя. Спочатку його імпортували (в більшості випадків із Севільї чи Гранади), а пізніше почали виробляти самостійно.
Азулежу, як і раніше, є головним аспектом португальської архітектури, оскільки його застосовують на стінах, підлозі та навіть стелі. Багато азулежу-літописів є основними історичними та культурними джерелами історії Португалії.

## Історія

### XIII—XV століття
Слово «азулежу» походить з араб. الزليج: ель-заліж, що означає «шліфований камінь», оскільки ідея полягала у імітації візантійської та римської мозаїк.
Вплив Персії на розвиток азулежу ми бачимо у переплетенні ліній, геометричних чи квіткових мотивах. Виробництво ель-заліжу досі відбувається в арабському світі за двома основними традиційними напрямками: «Єгипетський ель-заліж» та «Марокканський ель-заліж», останній — найвідоміший.
Ці техніки роботи з кахлем були започатковані в Португалії королем Мануелем I після візиту до Севільї 1503 року. Кахлі наносили на стіни, використовували для мощення підлоги, які і зараз можна побачити, наприклад, в арабській кімнаті Національного палацу Сінтри.
Також португальці запозичили мавританську традицію Horror vacui («страх порожніх просторів») і повністю покривали стіни азулежу.

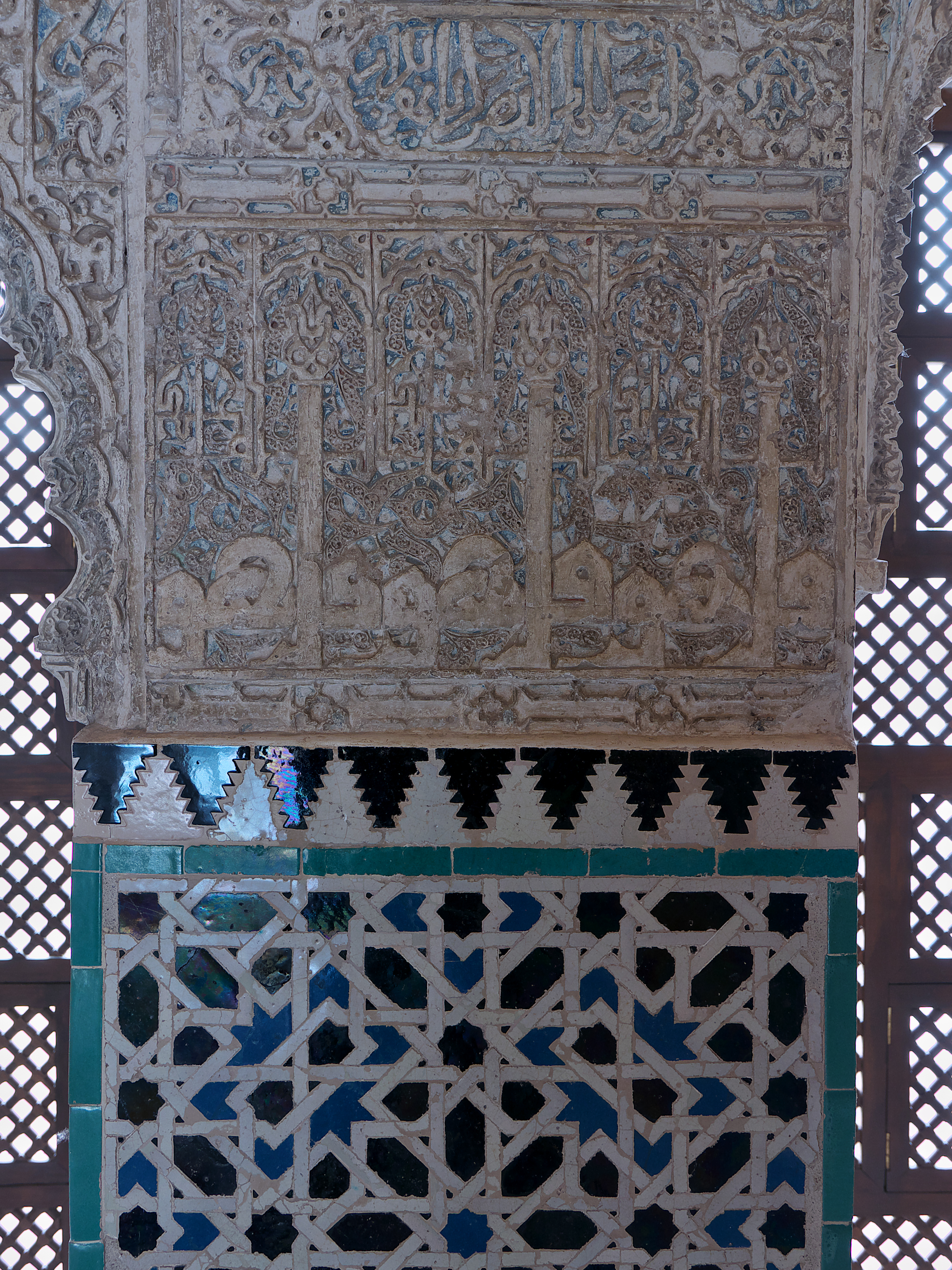
Мавританський азулежу (бл. XIII ст.[3]), Куарто-Реал-де-Санто-Домінго, Гранада.
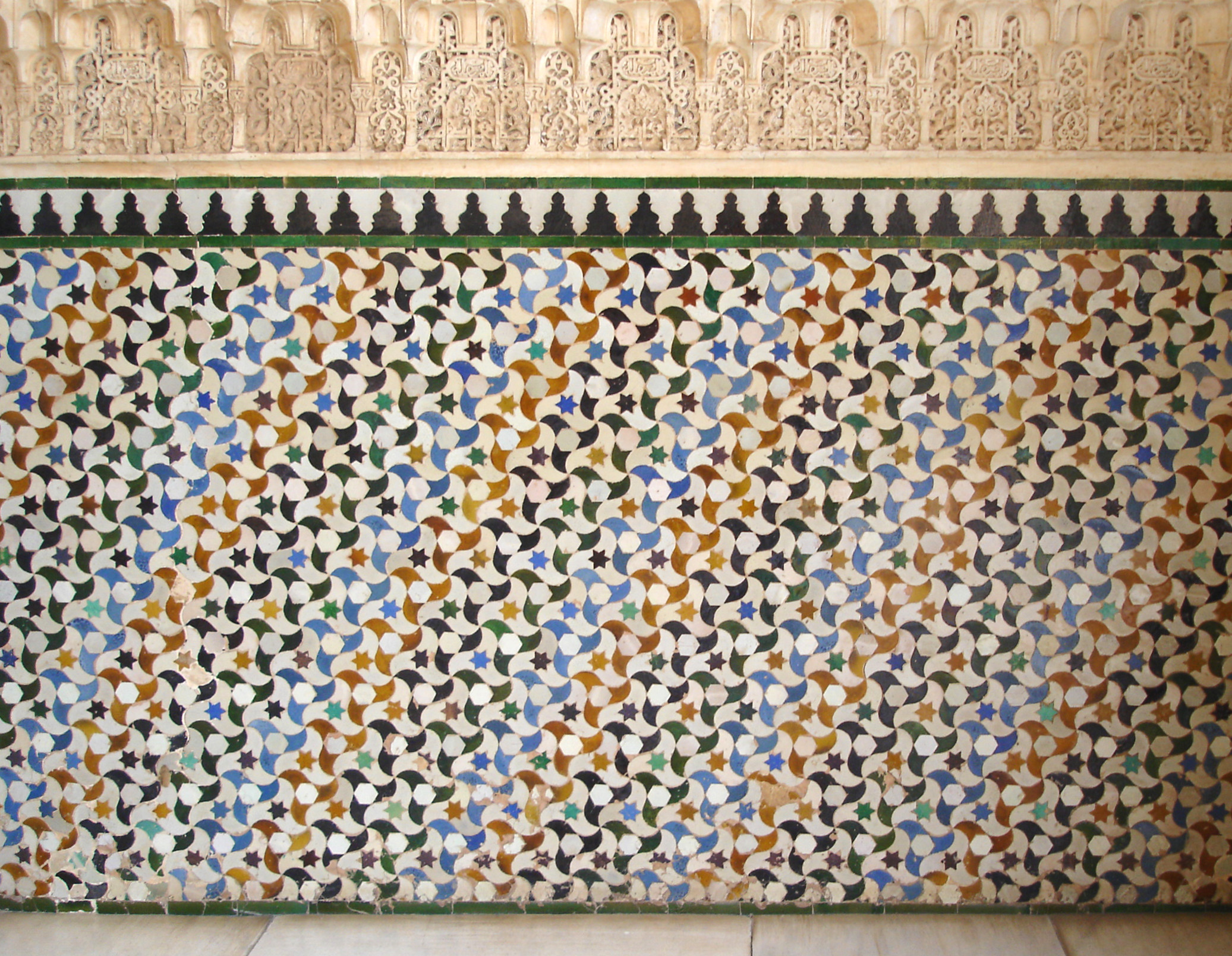
Альгамбра, близько 1350 року, Гранада
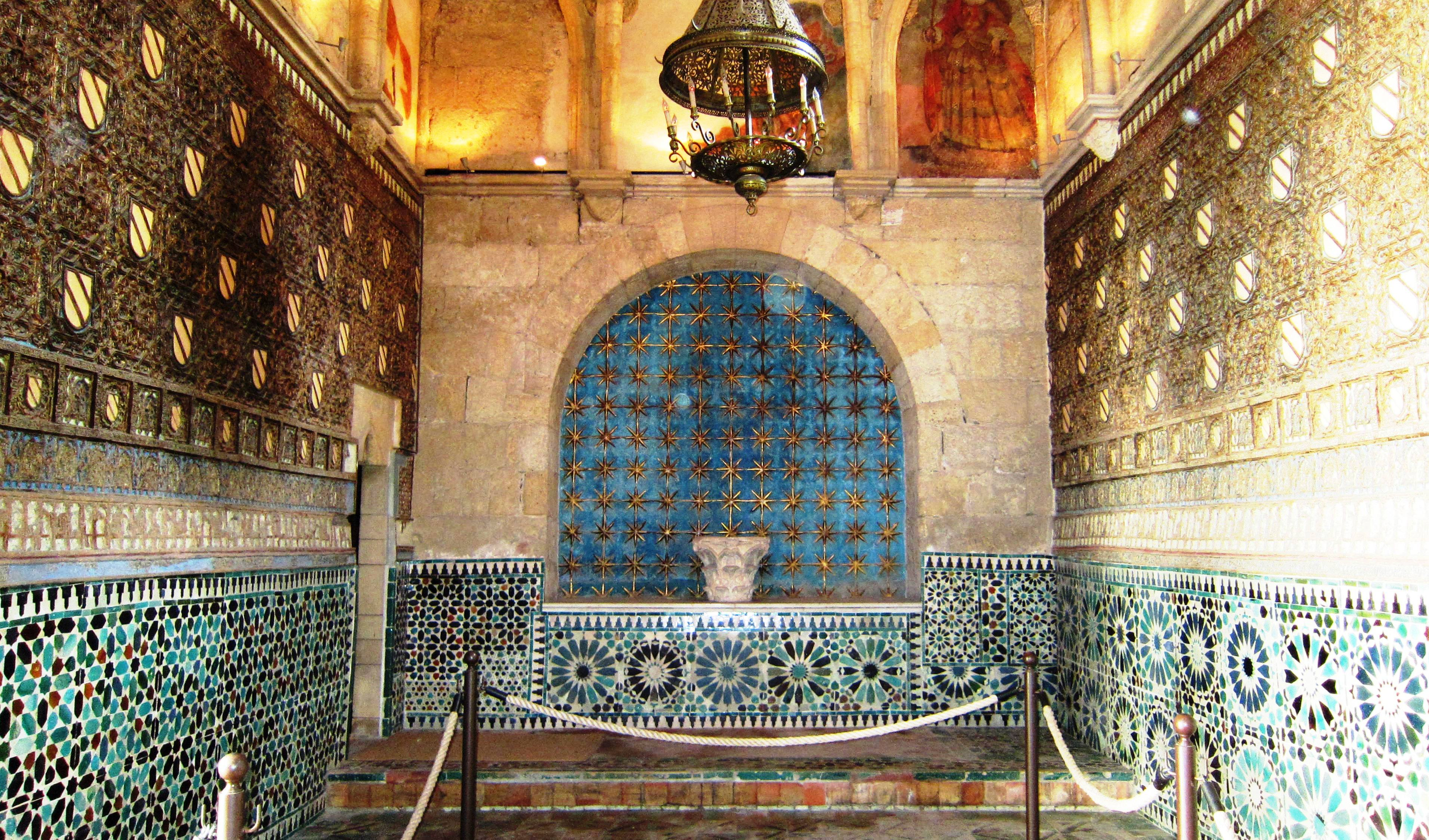
Християнська Каплиця Святого Бартоломея (бл. 1410 р.[4] ), Кордова
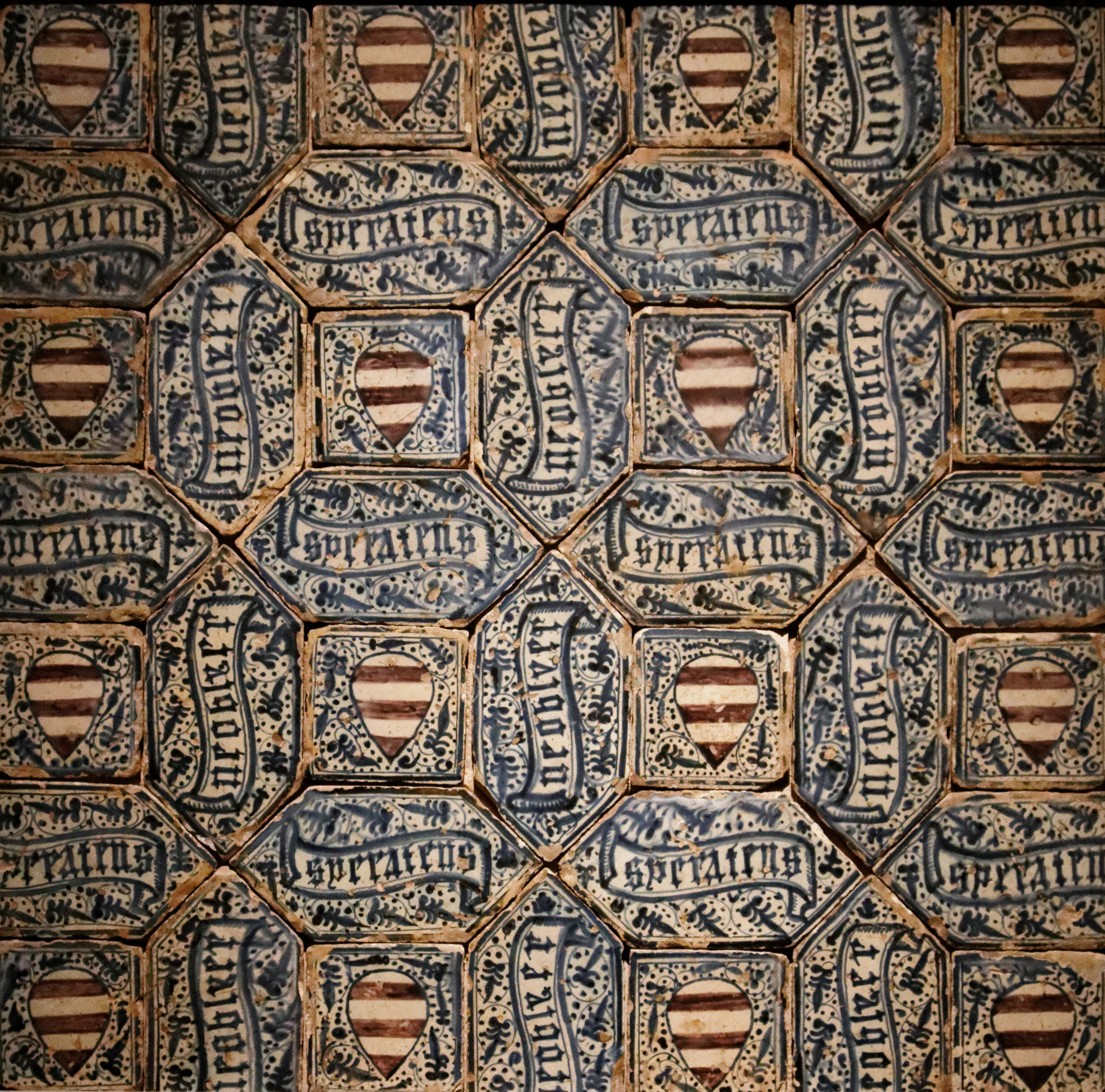
близько 1420 року, Манізес, Іспанія
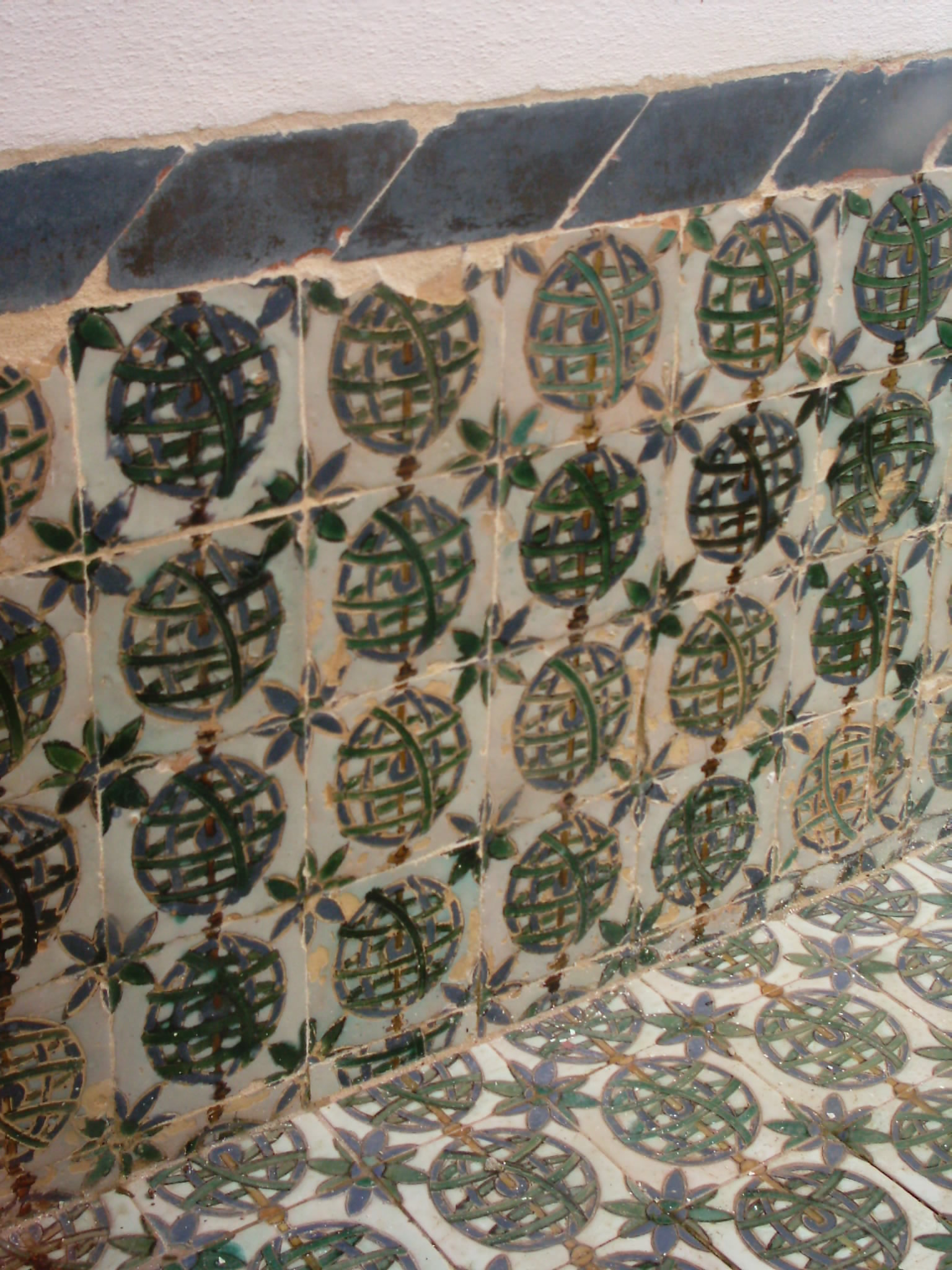
Азулежу XV століття в Національному палацу Сінтри, Португалія
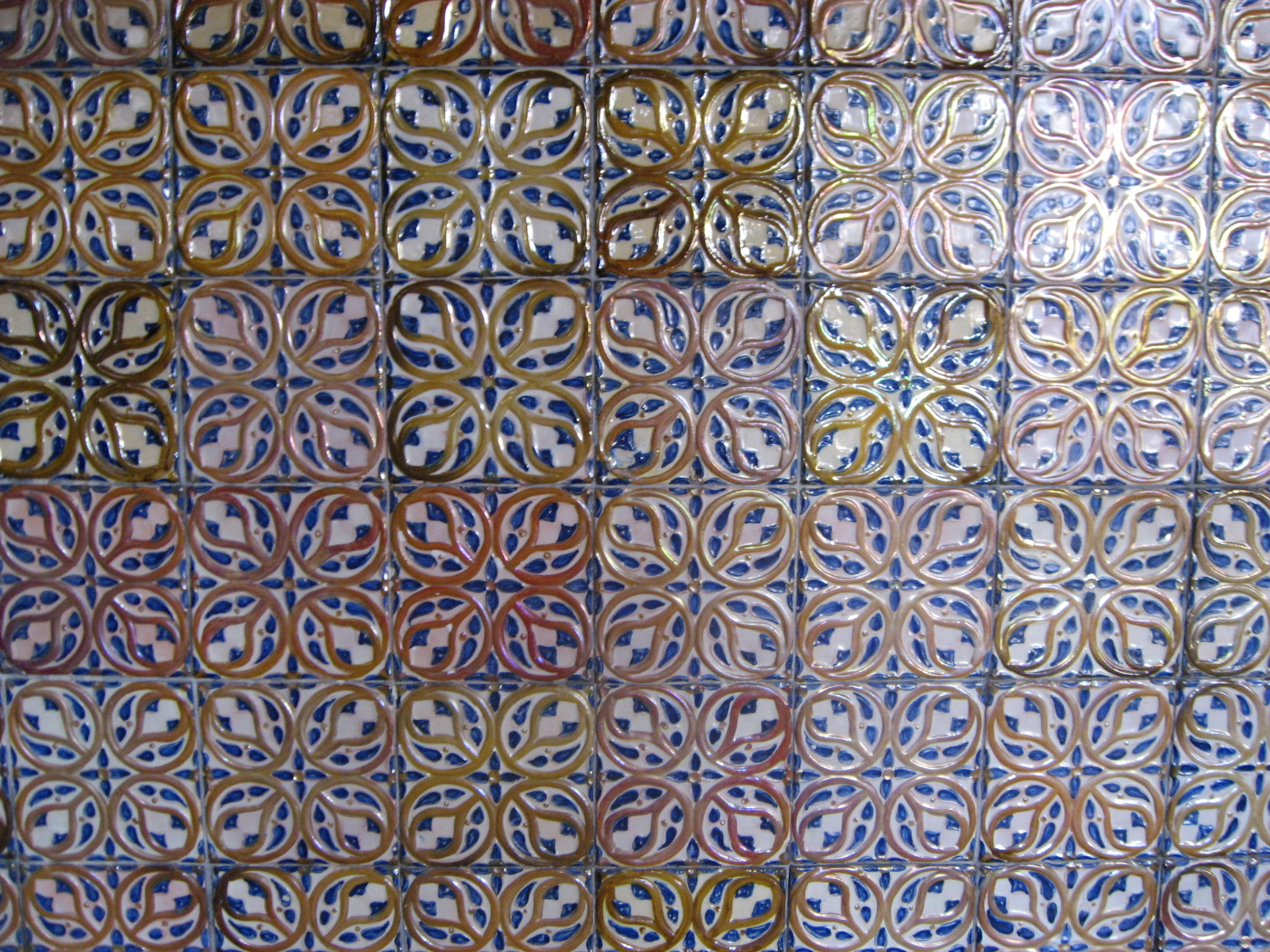
Черепиця Алькасару у Сеговії

### XVI століття
Гончарі з Італії приїхали в Севілью на початку XVI століття і створили там майстерні. Вони привезли з собою техніку майоліки. Першим італійським гончарем, що переїхав до Іспанії, був Франческо Нікулосо, який оселився в Севільї в 1498 році. Прикладами його роботи все ще можна милуватися у Севільському Алькасарі. Під впливом стилю Ренесанс, запровадженого італійськими художниками, більшість азулежу були поліхромними, які відтворювали алегоричні чи міфологічні сцени, сцени з життя святих чи Біблії, або сцени полювання. Маньєризм та гротескний стилі, з їх його химерними уявленнями, мали також великий вплив на розвиток азулежу.
До середини XVI століття португальці продовжували імпортувати кахель, здебільшого з Іспанії, також і з Антверпена (Фландрія). Одним з ранніх португальських майстрів XVI століття був Марсаль де Матуш, якому приписують створення «Сусанни і старійшин» (1565 р.) у Кінта-да-Бакалуа, Азейтеу, а також «Поклоніння пастухам» (у Національному музеї азулежу в Лісабоні).
«Чудо Святого Рока» (в церкві Святого Рока, Лісабон) — перша датована композиція португальського азулежу (1584). Це робота Францишку де Матуша, ймовірно, племінника і учня Марсаля де Матуша.

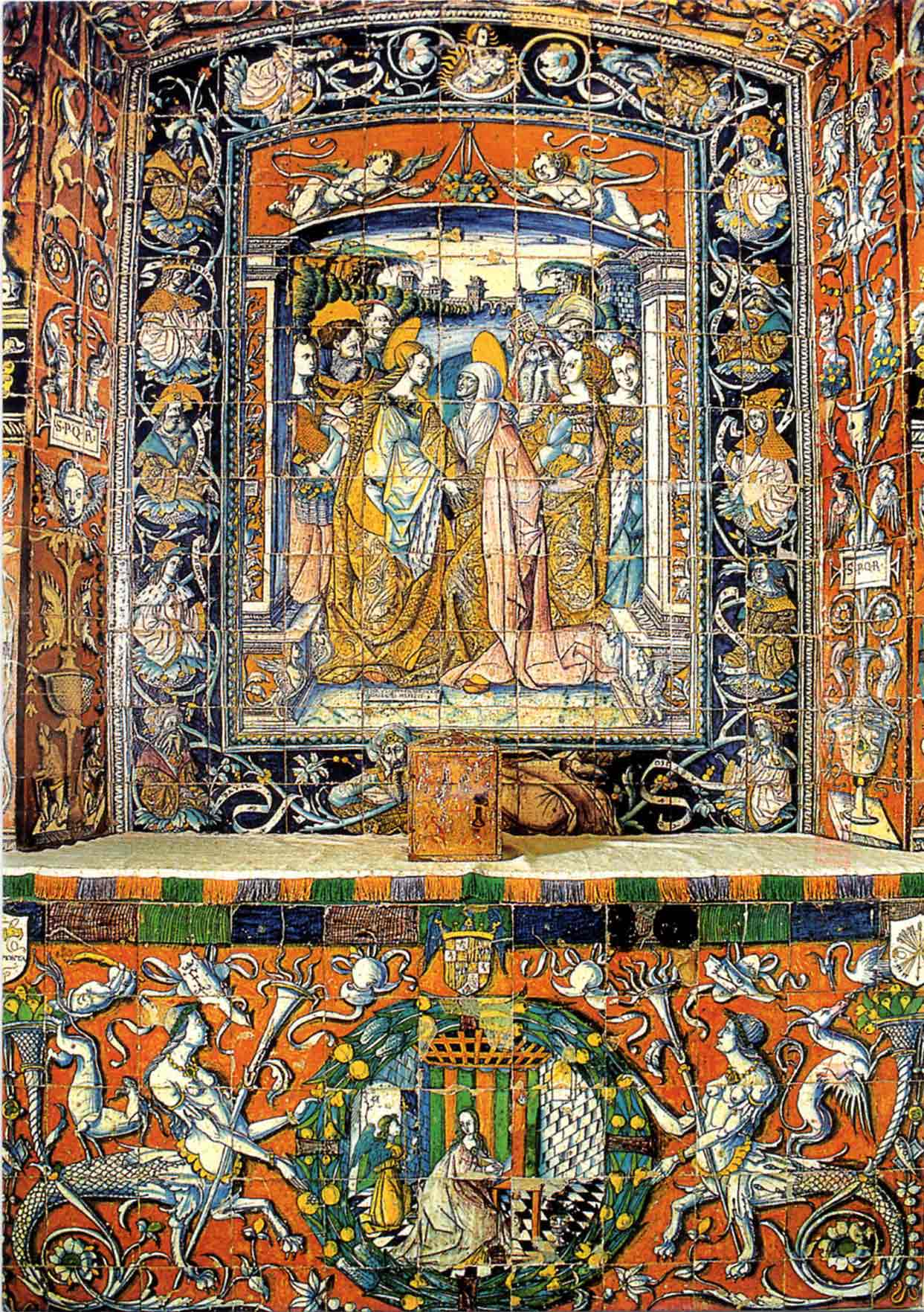
Каплиця Алькасара у Севільї (Іспанія), покрита кахлями у 1504 р. Франческо Нікулосо.
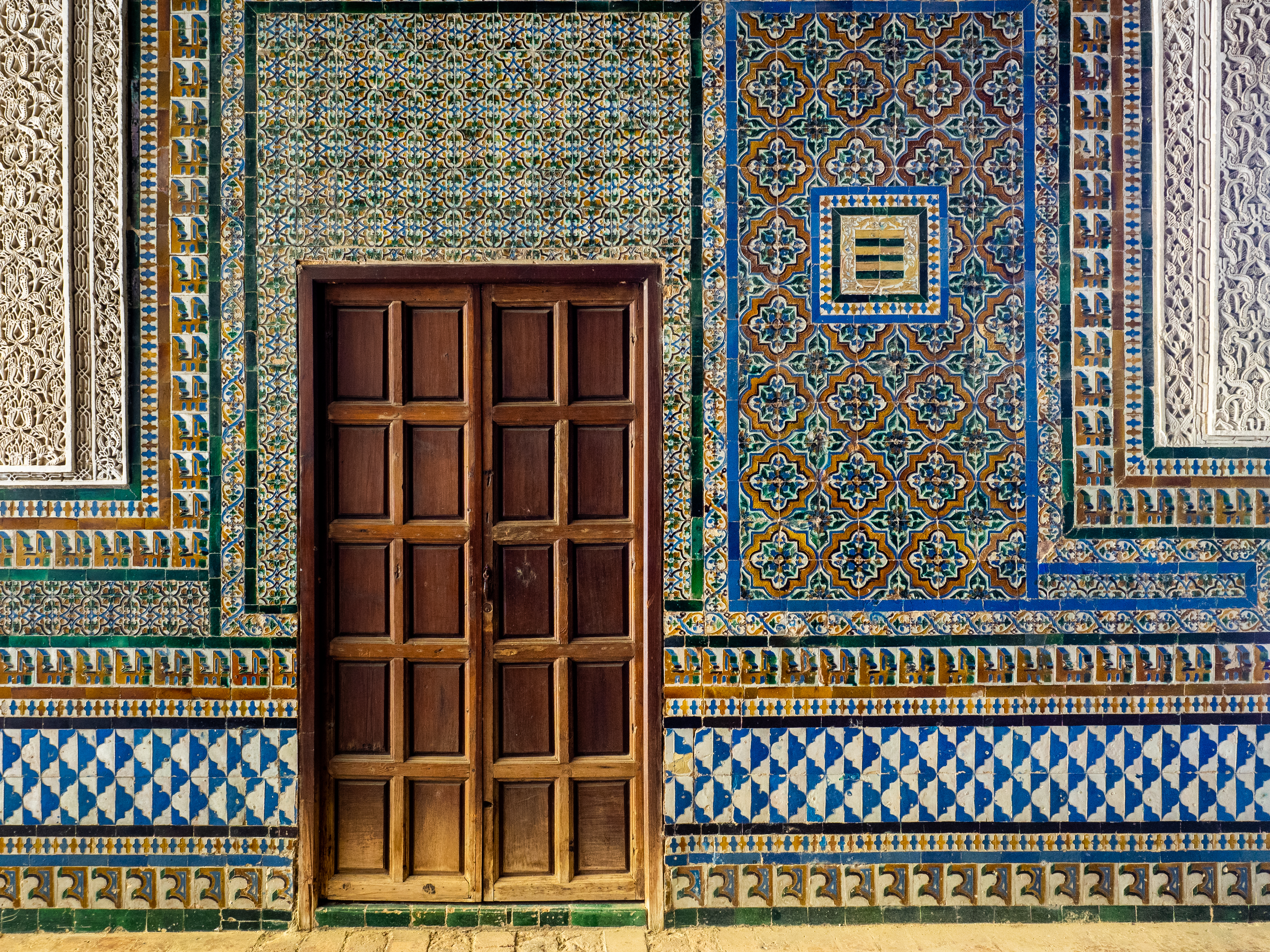
Каса-де-Пілатос у Севільї має близько 150 різних різновидів азулежу 1530-х років [7], одна з найбільших антикварних колекцій у світі
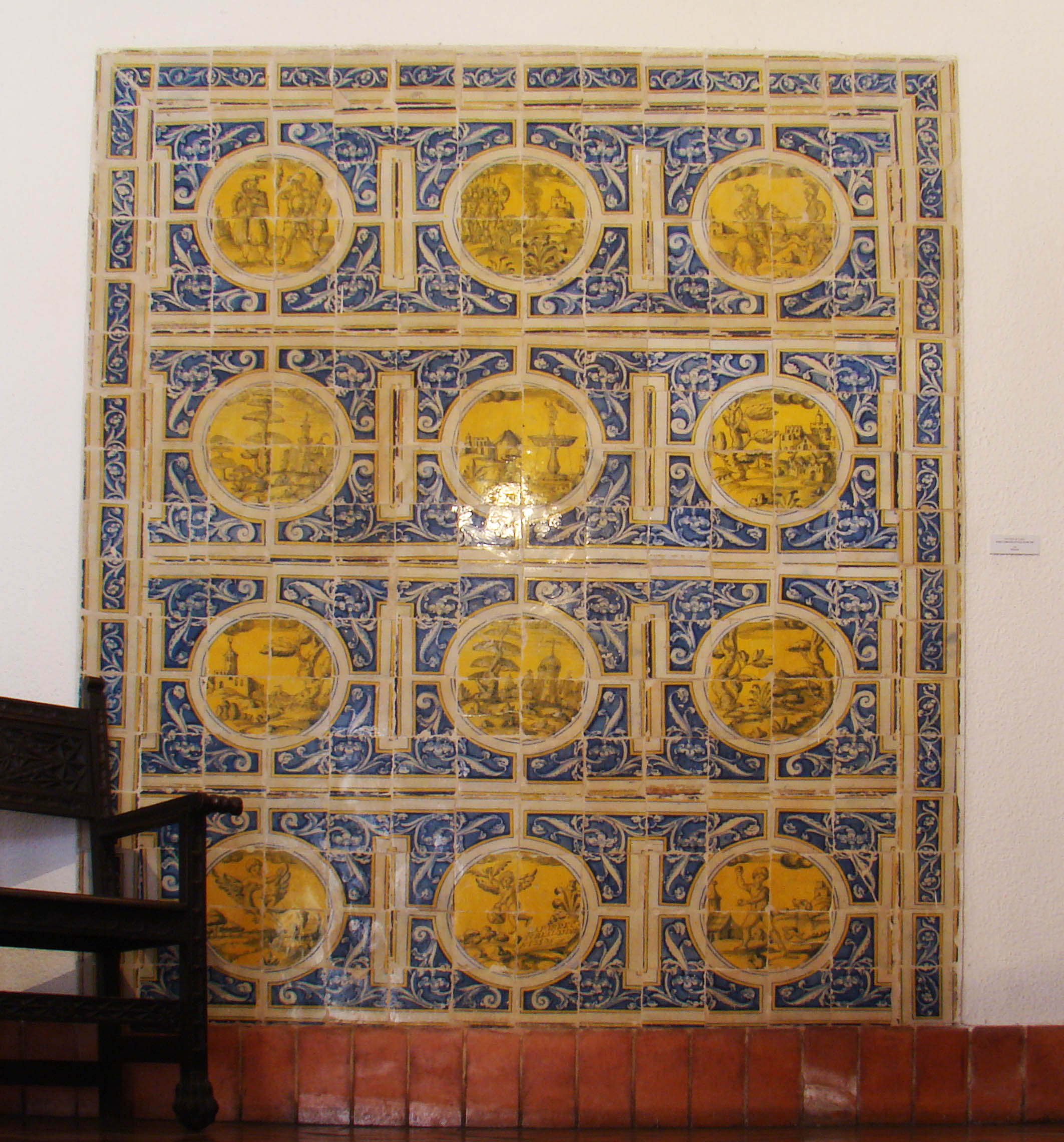
Панель Ернандо де Лоайса, близько 1590 року, Паласіо де Фабіо Неллі, Вальядолід, Іспанія.
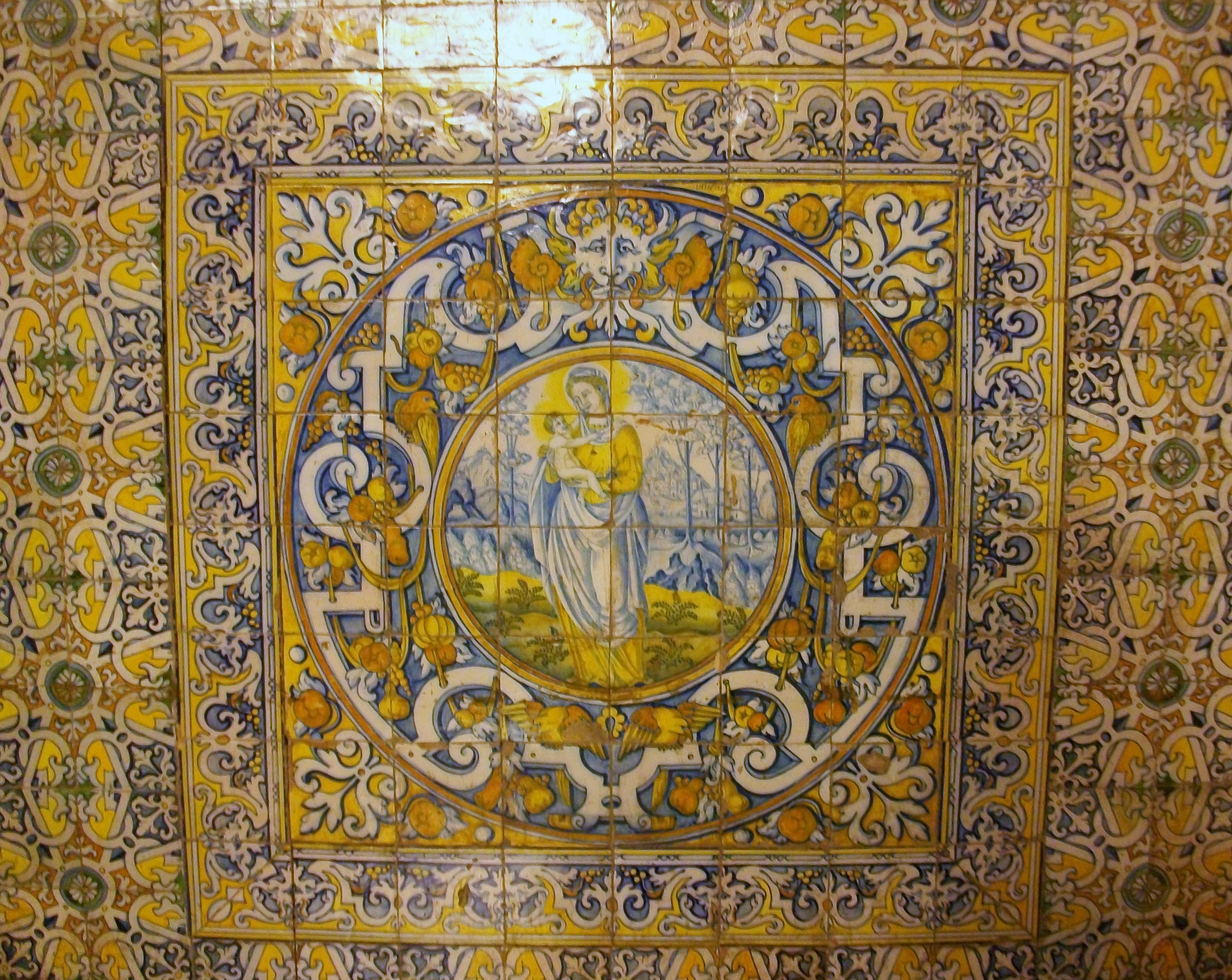
Азулежу, зроблений Ернандо де Сантьяго та Хуаном де Віллалбою в 1575 р.[9], Валенсія.
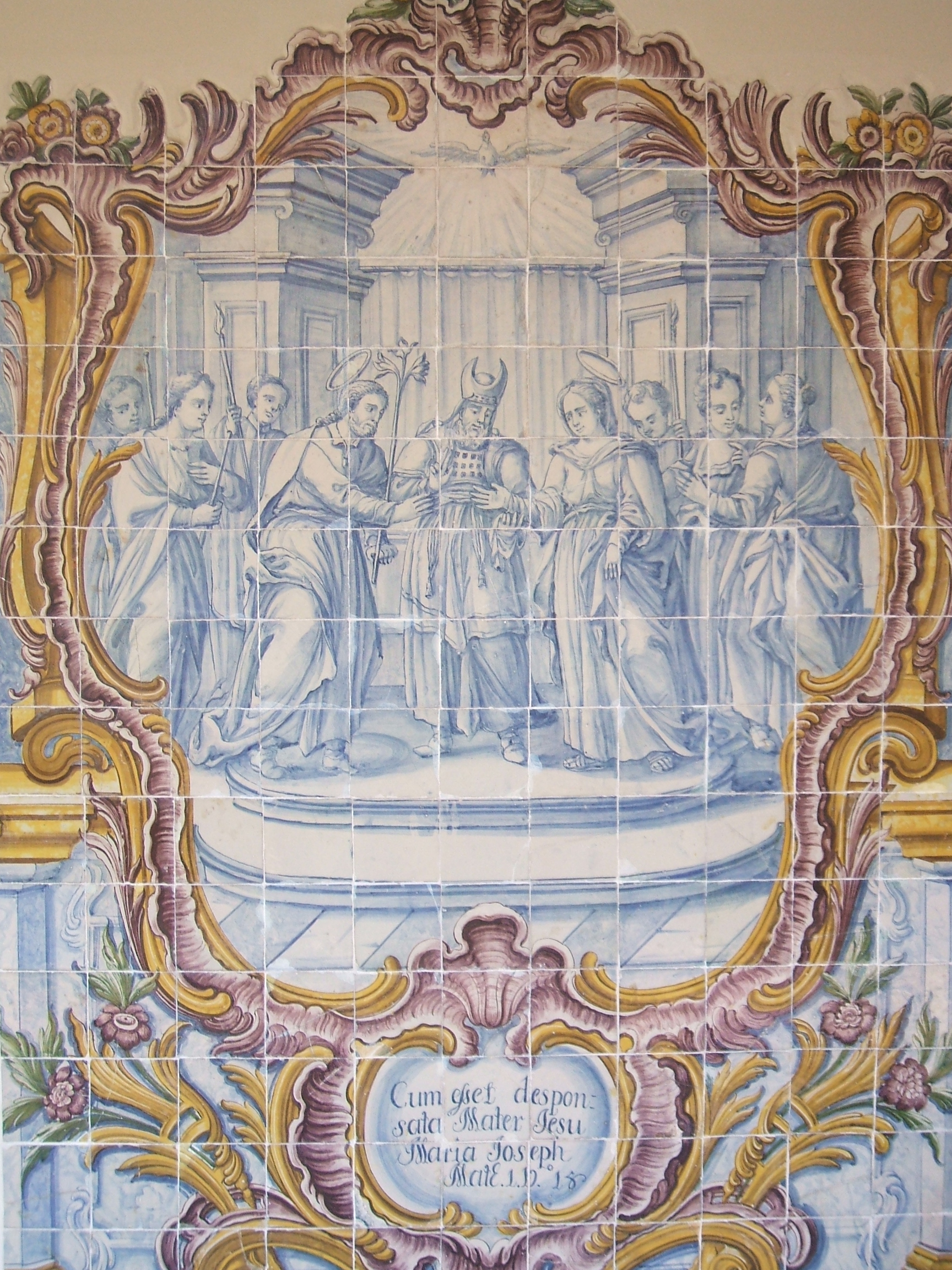
Азулежу в Госпіталі Санта Круз в Толедо, Іспанія.
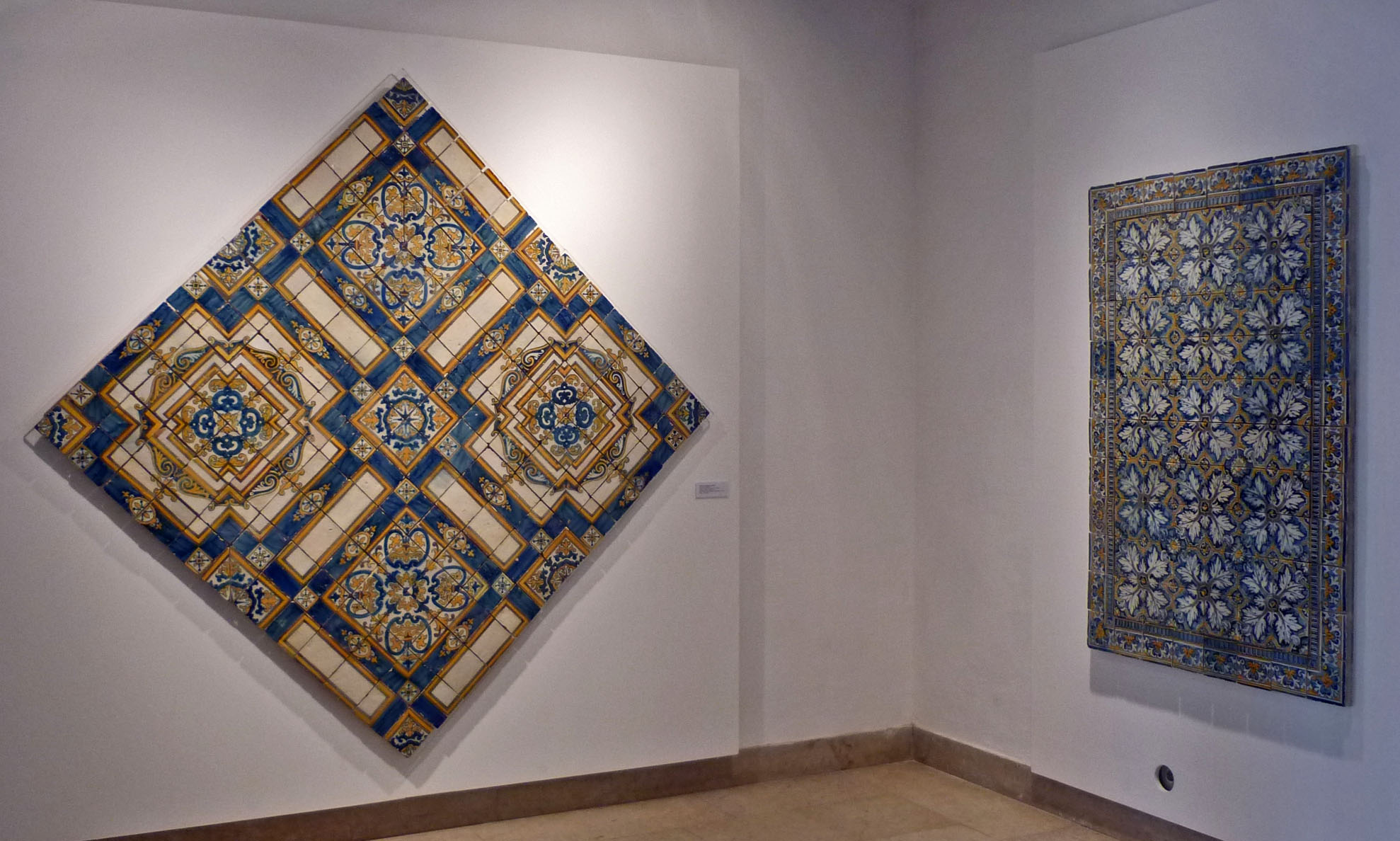
Національний музей азулежу, Лісабон.

### XVII століття
Церкву Святої Марії де Марвілла у Сантарені покривають вже поліхромним азулежу, зараз воно одне з вражаючих інтер'єрних декорувань в Португалії.
Коли діагональні кахлі замінились повторюваним малюнком горизонтальних поліхромних, майстри отримати можливість створювати новий дизайн з різними мотивами, переплітаючи маньєристичні малюнки із зображеннями троянд та камелій. Найчастіше зображували сцени з життя Христа чи святих. Ці килимові композиції (azulejo de tapete), досконало обрамлені фризами та бордюрами, вироблялись у великій кількості протягом усього XVII століття. Найкращі приклади цих композицій можна знайти в Церкві ду Сальвадор в Еворі, університетській каплиці в Коїмбрі та інших.
Тоді ж з'являються ще інші мотиви у фризах: птахи навколо ваз із квітами, дельфіни чи путто, так звані альбарради. Творців азулежу, напевно, надихнули фламандські малюнки ваз для квітів, наприклад, Яна Брейгеля Старшого.
Такий тип композиції азулежу, як aves e ramagens («птахи та гілки»), увійшов у моду між 1650 та 1680 роками. На розвиток цього типу вплинули зображення на друкованому текстилі, що ввозився з Індії: індуїстська символіка, квіти, тварини та птахи.
У другій половині XVII століття іспанський художник Габріель дель Барко показав Португалії синьо-білу плитку з Делфта в Нідерландах. Майстерні Яна ван Оорта та Віллема ван дер Клоета в Амстердамі створили великі панно з кахлю з історичними сценами для своїх багатих португальських клієнтів, як, наприклад, для Палацу маркеза Фронтейри в Бенфіці (Лісабон). Але коли король Педро II припинив увесь імпорт азулежу між 1687 і 1698 роками, майстерня Габріеля дель Барку взяла на себе виробництво.
Остання велика партія кахлів з Нідерландів була поставлена в 1715 році.

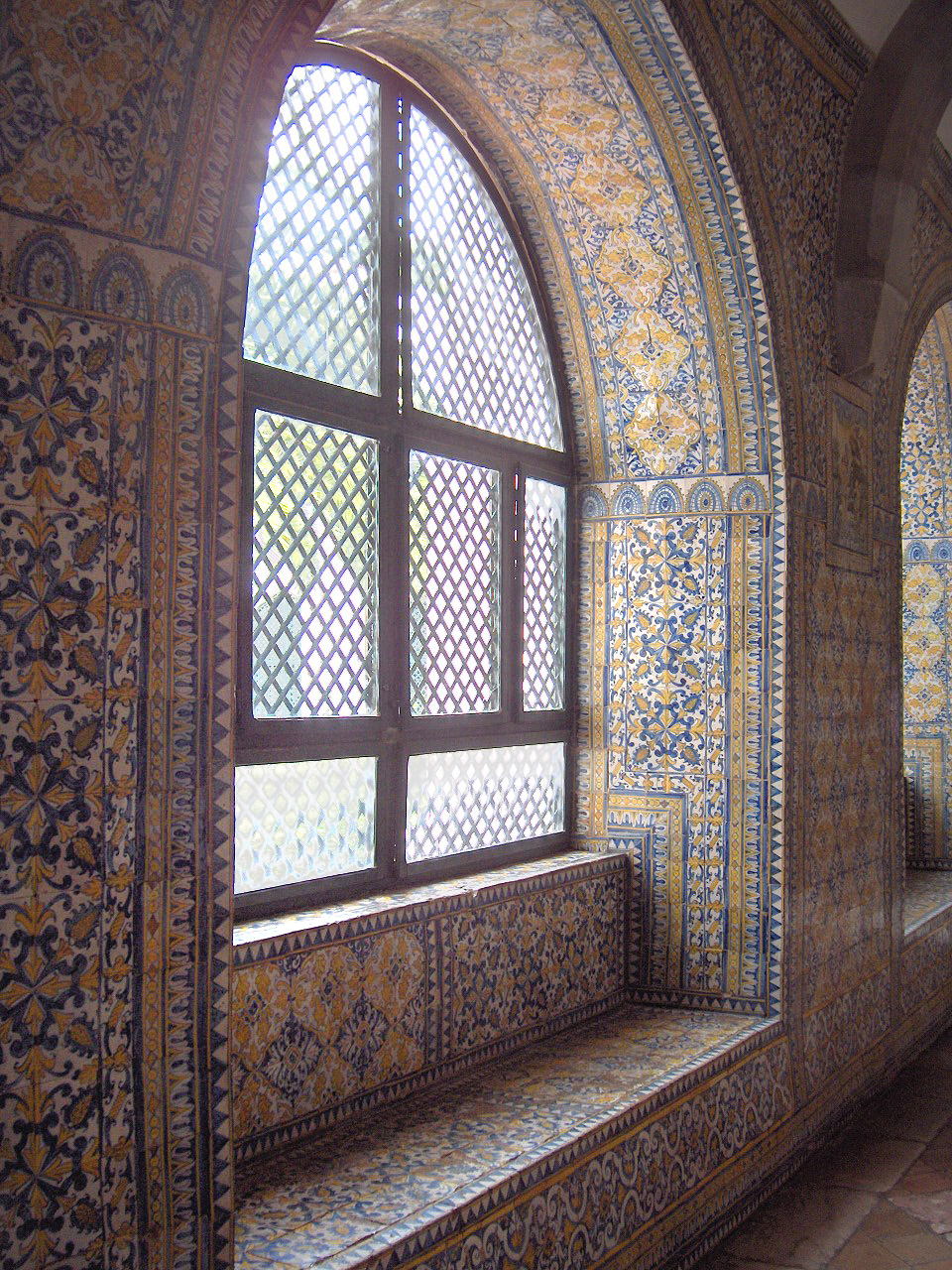
Оздоблення в килимовому стилі у Музеї Ранья Донья Леонор, Бежа, Португалія
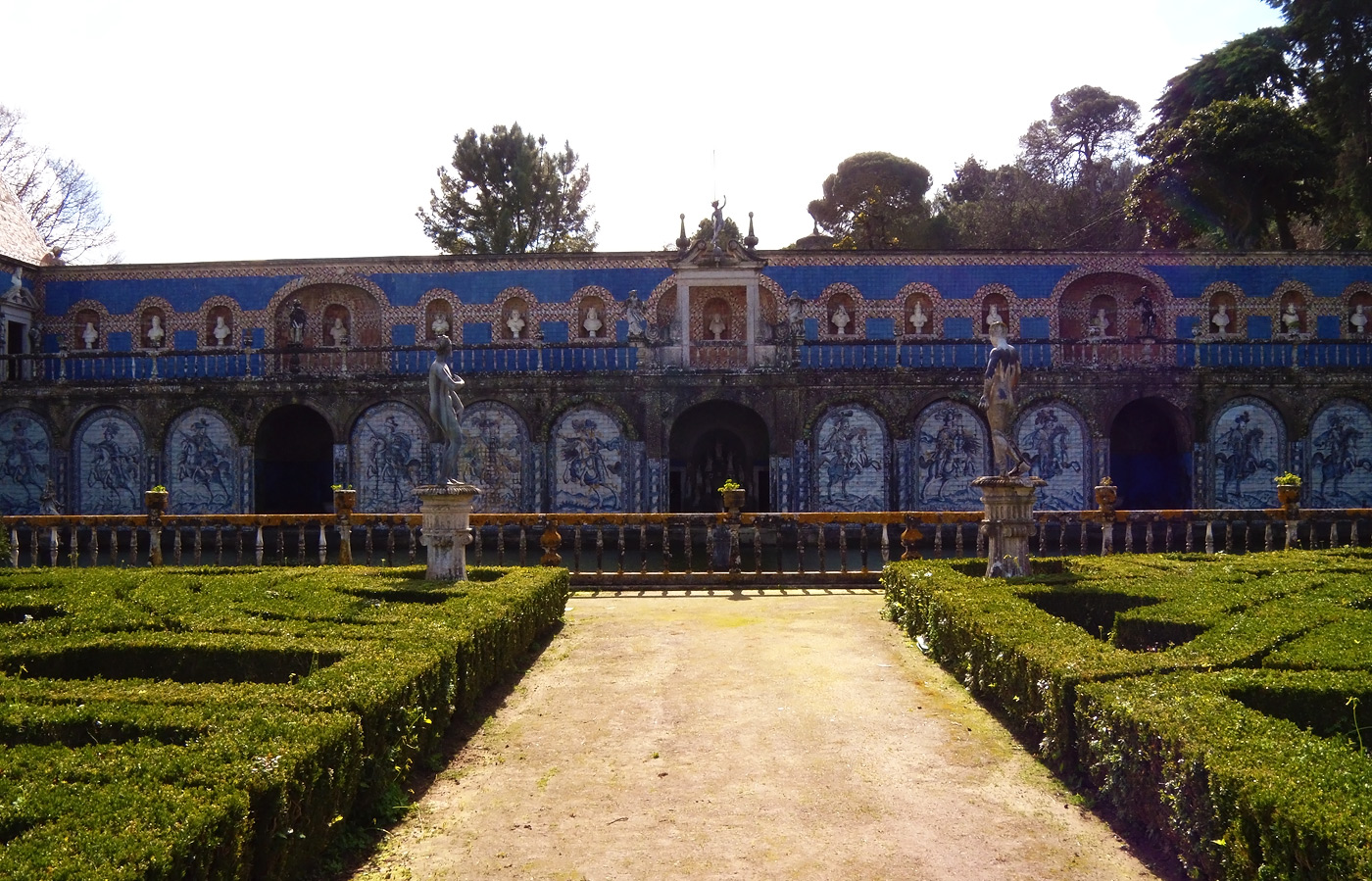
Фонтан Галереї Королів, Палац маркезів Фронтейри, Лісабон, Португалія
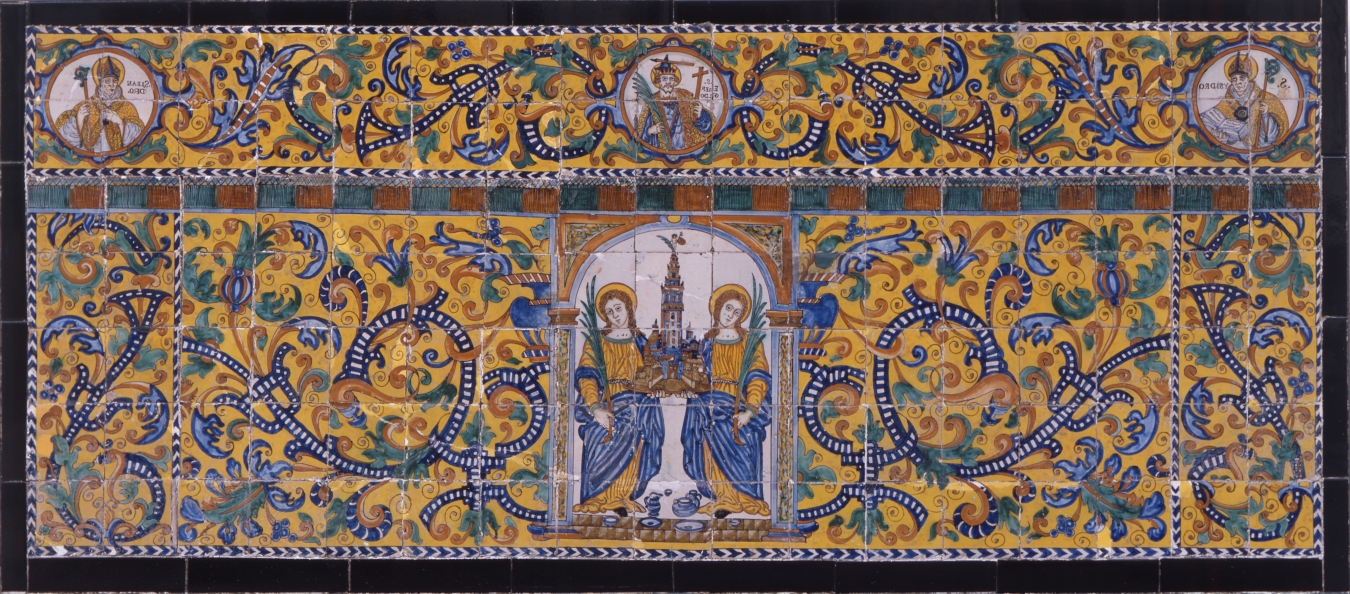
Святі Юста і Руфіна, бл. 1600, Музей образотворчих мистецтв Севільї

### XVIII століття

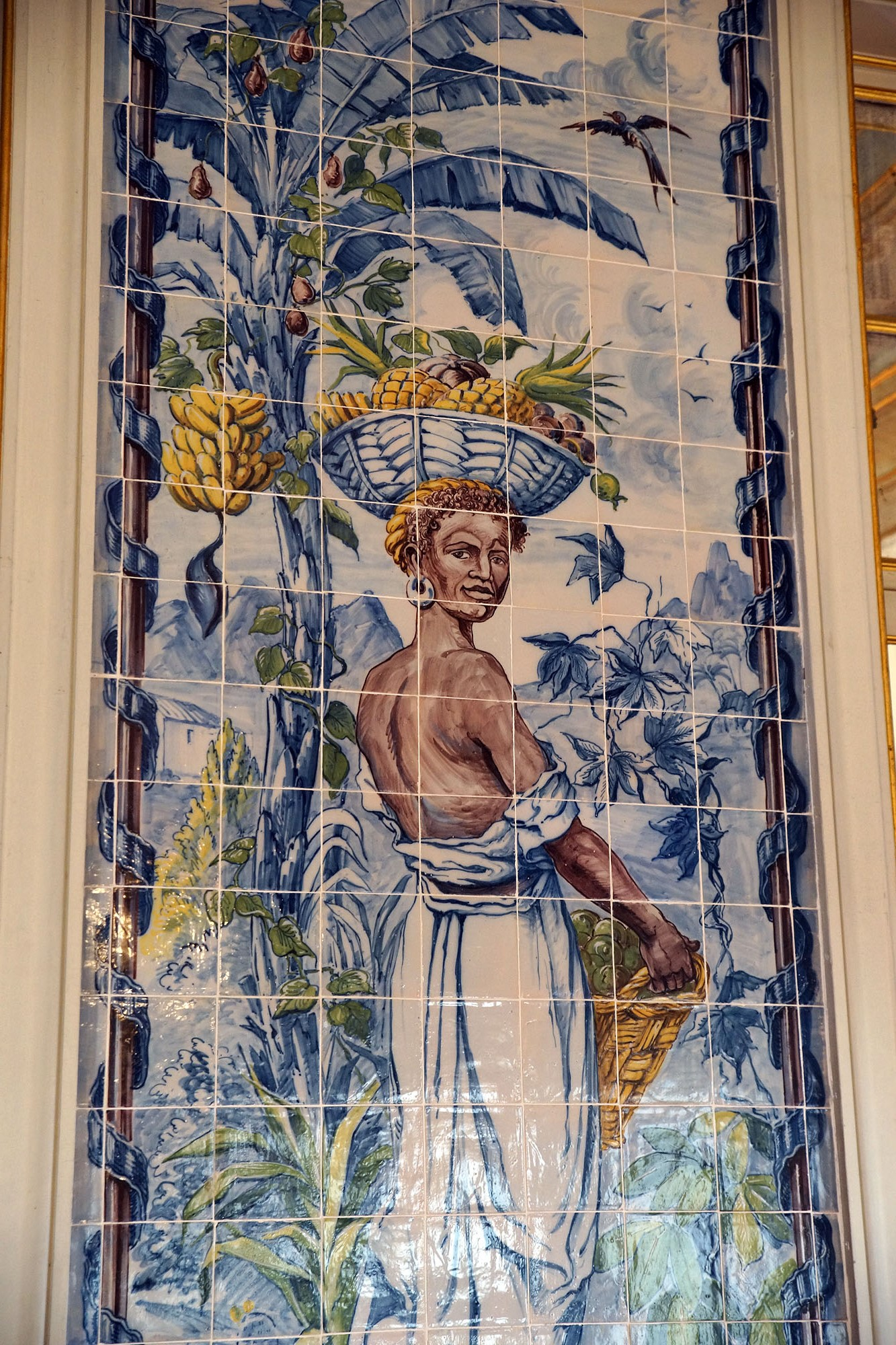
Панно з Галереї даш Мангаш у Національному палаці Келуш

Період кінця XVII — початку XVIII століття став «Золотим століттям азулежу», так званим Циклом майстрів (Ciclo dos Mestres). Масове виробництво кахлів було розпочато не лише через більший внутрішній попит, а й через великі замовлення, що надходили з португальської колонії Бразилії. Церкви, монастирі, палаци і, навіть, житлові будинки були вкриті зсередини та зовні азулежу з розкішними елементами бароко.
Найвидатнішими майстрами азулежу в перші роки XVIII століття були: Антоніу Перейра, Мануель душ Сантуш, майстерня Антоніу де Олівейра Бернардіша та його сина Полікарпу де Олівейра Бернардіша ; майстер PMP (відомий лише за його монограмою) та його працівники Теотоніу душ Сантуш та Валентін де Альмейда; Бартоломей Антуніш та його учень Ніколау де Фрейташ. Оскільки їхня творчість припала на часи правління короля Жуана V (1706—1750), стиль цього періоду також називають — Жуаніна.
У цей же період з'являються перші «фігури запрошень» (figura de convite), розроблені Майстром PMP — кахлі азулежу з фігурами в натуральну величину (піхоти, алебардирдистів, дворяни або ж елегантно одягненими дамами), як правило, розміщені при вході у палаци (наприклад, Палац Мітра), у патіо та сходах. «Фігури запрошень» можна зустріти лише в Португалії.
У 1740-х роках смаки португальського суспільства змінилися від монументальних панелей до більш дрібних і делікатно виконаних панно у стилі рококо. Такі панно зображали галантні та пасторальні теми, подібні до мотивів творчості французького художника Антуана Ватто. Прикладами таких панно є фасад та сади Палацу герцогів де Мескітела в Карніде (Лісабон) та Галерея даш Мангаш у Національному палаці Келуш.
Реконструкція Лісабона після землетрусу 1755 року породила більш утилітарну роль азулежу. Цей функціональний стиль став відомий як Помбальський стиль, названий в честь маркіза Помбальського, відповідального за відбудову країни. Невеликі кахлі азулежу почали з'являтися на будівлях як захист від майбутніх катастроф.
У Мексиці, де виробляють мексиканська майоліку — кераміку Тавалера, є кілька прикладів використання азулежу на будівлях та особняках. Особливо цікавий особняк Каса-де-лос-Азулехос у Мехіко, який був побудований у 1737 році для графа та графині Ель-Валле-де-Орізаба. Традиції виготовлення кераміки були завезені до Мексики на початку XVI століття.
Почали з'являтися простіші та ніжніші неокласичні дизайни кахлів з більш приглушеними кольорами. На це вплинули гравюри Роберта та Джеймса Адамса. Фабрика « Real Fábrica de Louça do Rato», на чолі з головним майстром Себаштіаном де Альмейда і художником Франсішку де Паула-і-Олівейра, стала в цей період важливим виробником впізнаваних кахлів, так званих, рато-кахлів. Ще одним важливим живописцем азулежу в цей період був Франсішку Жоржі да Кошта.
Під впливом португальської культури, у місті Сан-Луїс, в Мараньяні, Бразилія, утворилась найбільша міська агломерація азулежу з XVIII—XIX століть у всій Латинській Америці. У 1997 році історичний центр Сан-Луїса був визнаний Об'єктом Світової спадщини ЮНЕСКО.

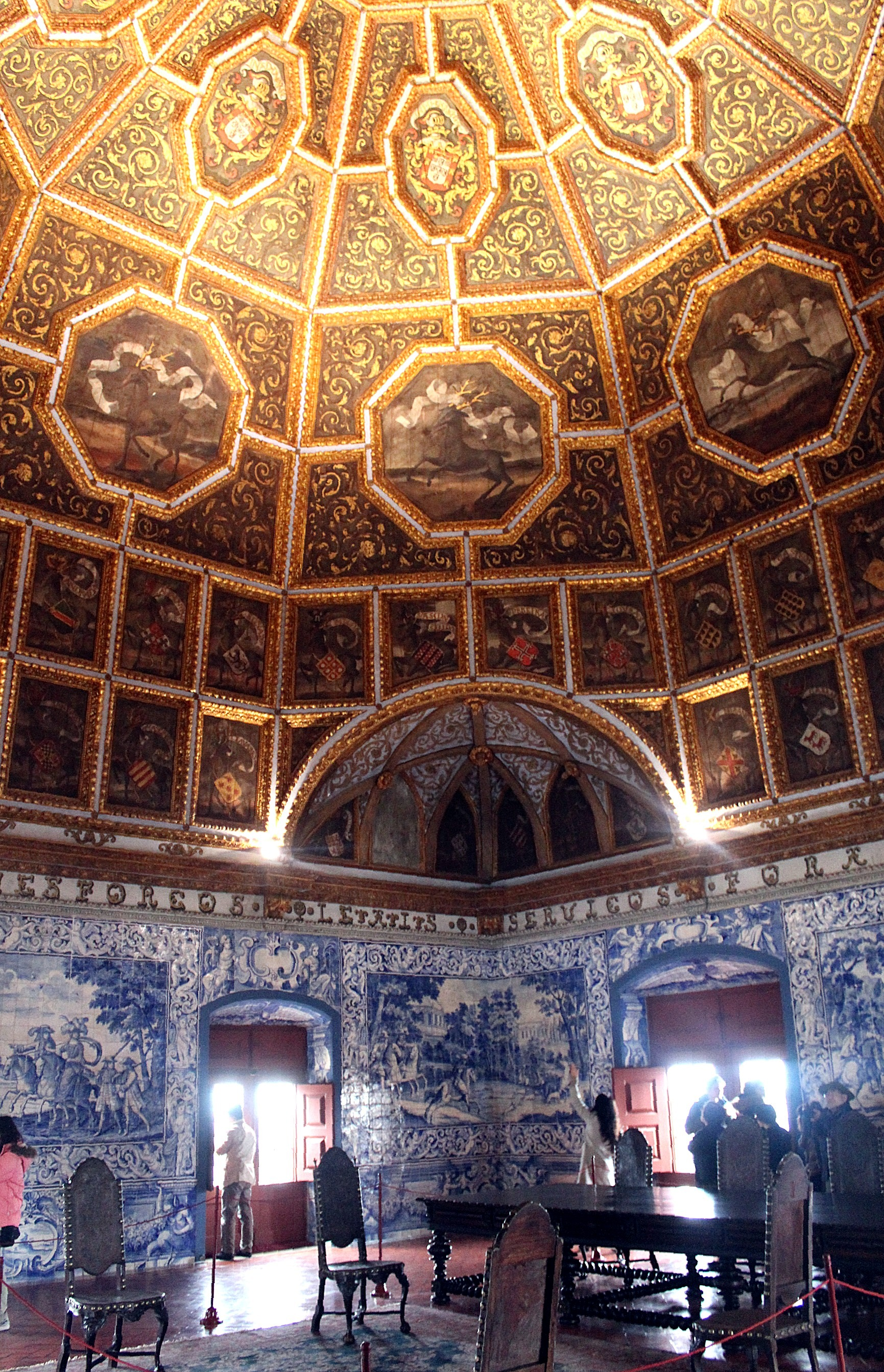
Азулежу на стіна Зали душ Брашойш (приблизно XVIII ст.), Національний палац Сінтри, Португалія
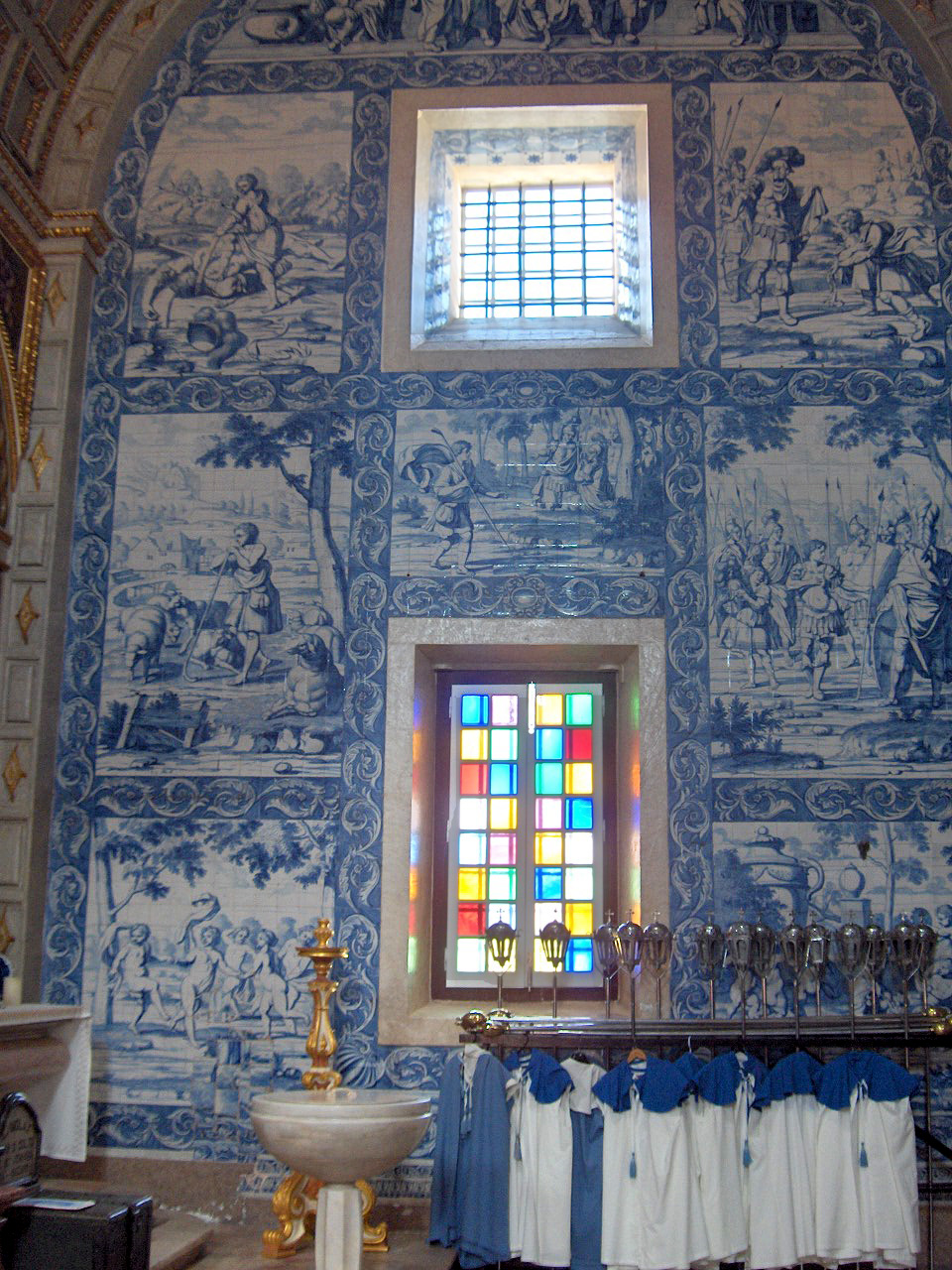
Азулежу Віллема ван дер Клоета (1708 р.) у трансепті Церкви де Носса Сеньйора в Назаре, Португалія.
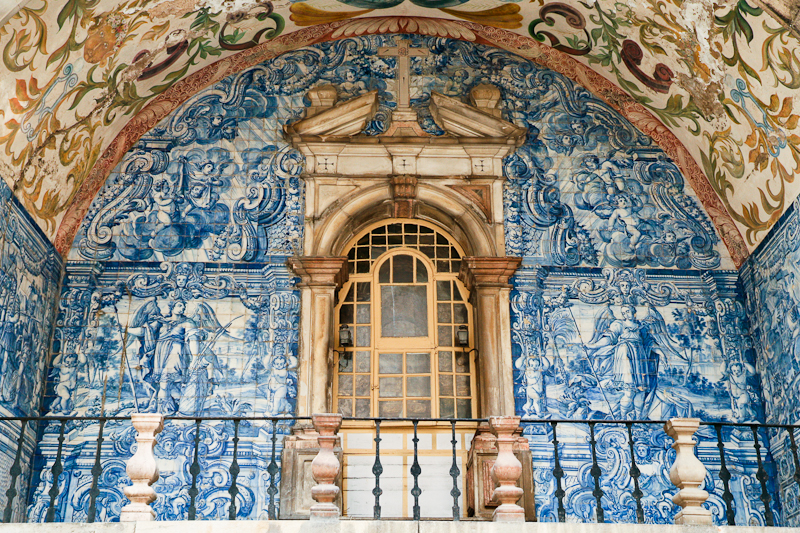
Обідуш, Португалія
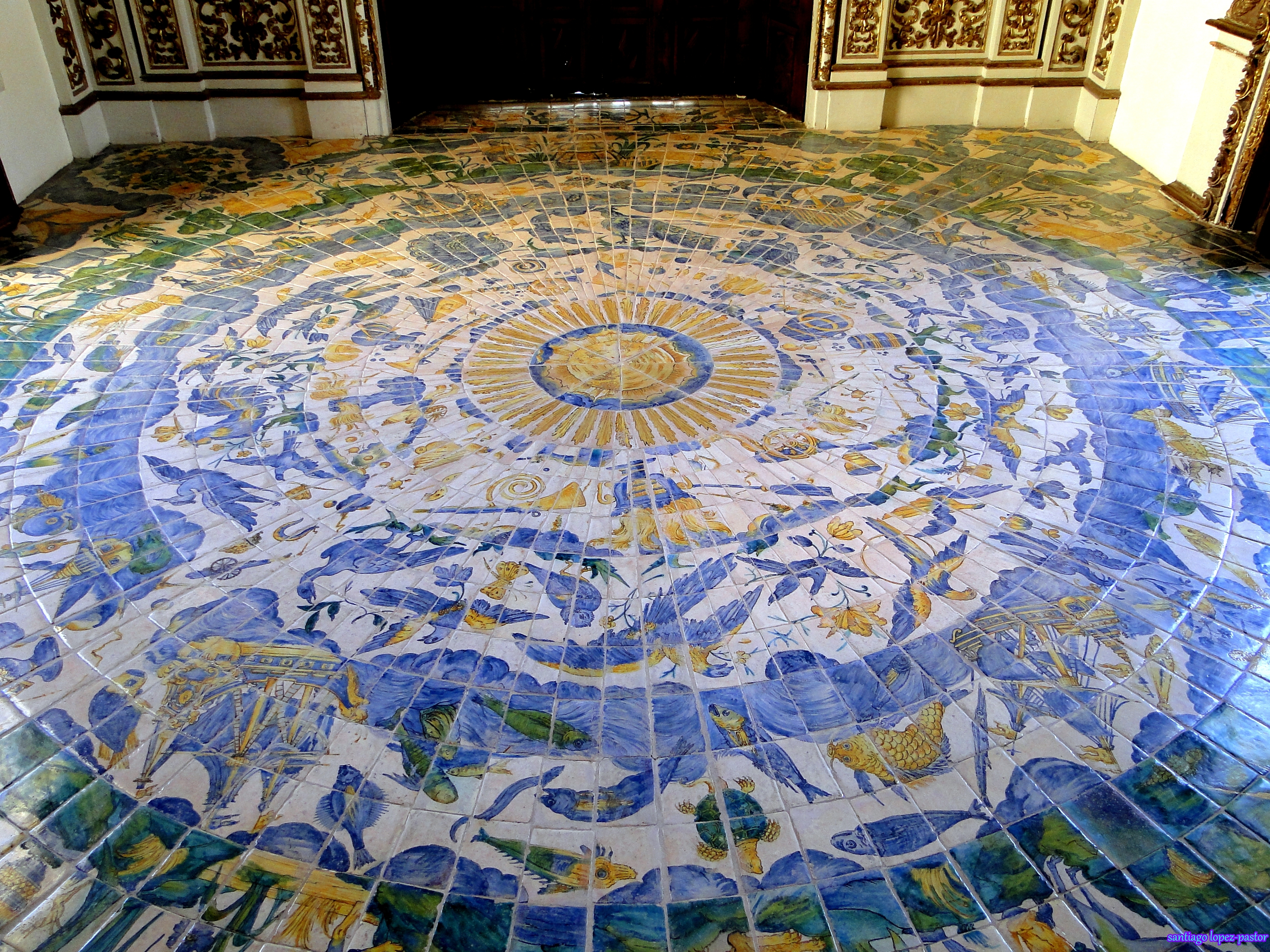
Галерея Дорада (приблизно поч. XVIII століття [11] ), Герцогський палац Гандії, Гандія, Іспанія
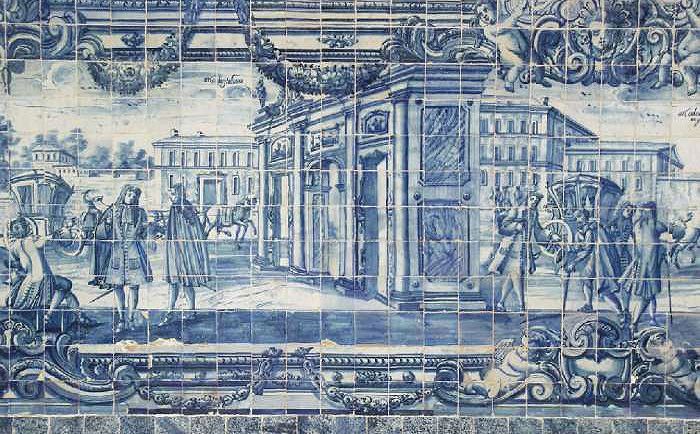
Монастир Сан-Францишку, 1702 р., Салвадор, Бразилія.
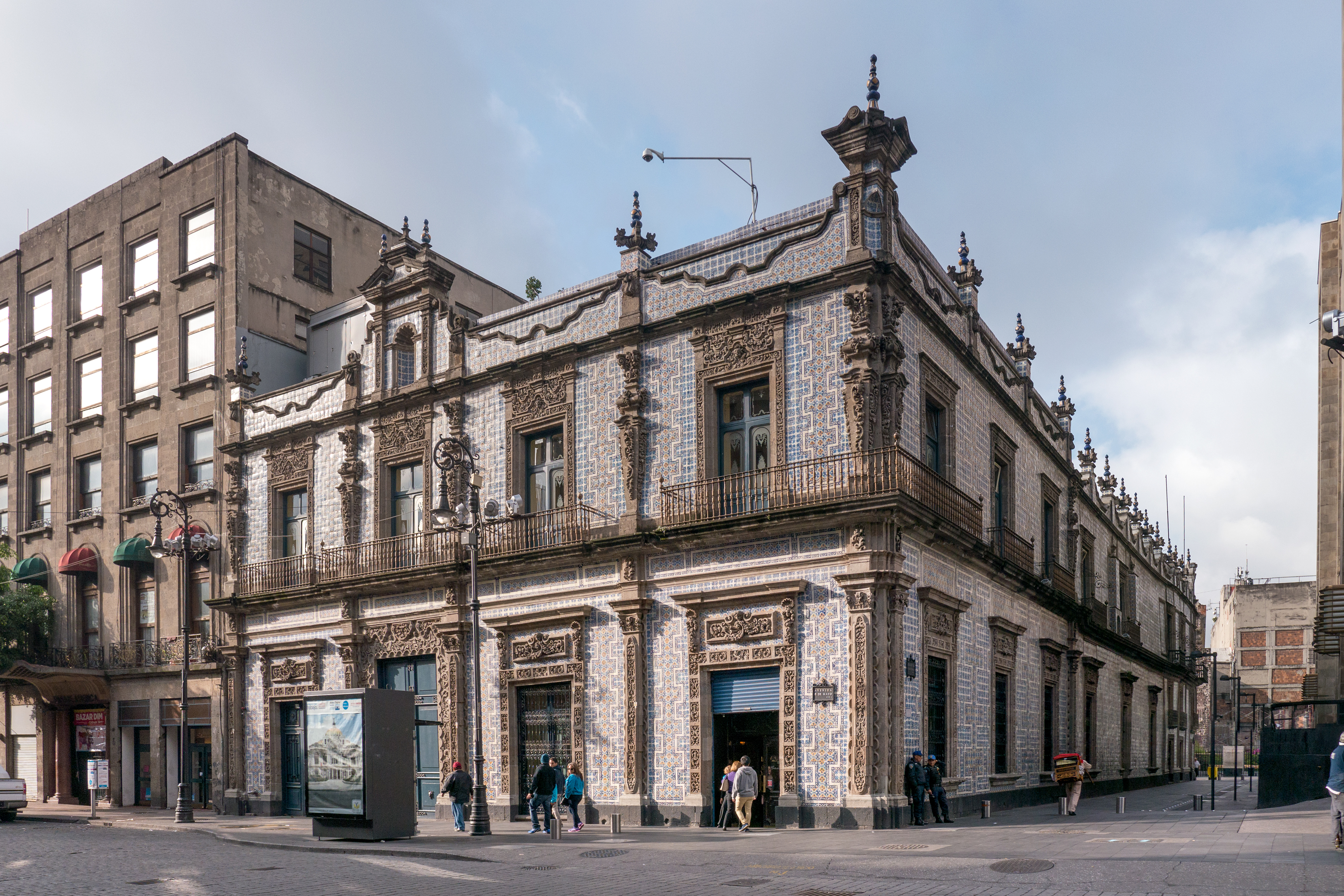
Особняк Каса-де-лос-Азулехос, приблизно 1737 р.,[12], Мехіко.

### XIX століття
У першій половині ХІХ століття у виробництві декоративних кахлів спостерігався спад, зумовлений спочатку вторгненням наполеонівської армії, а потім соціальними та економічними змінами. Близько 1840 року бразильці-іммігранти розпочали виробництво азулежу в промислових масштабах у Порту. Хоча ці фабрики випускали кахлі високого ґатунку в одному або двох кольорах, лісабонські фабрики почали використовувати інший метод — трансферного друку.
Хоча виробництво азулежу перейшло на промислові масштаби, мистецтво ручного розпису кахлів нікуди не зникло, так продовжували працювати Мануель Жоакін де Жезуш та Луїш Феррейра. Феррейра був директором лісабонської фабрики Viúva Lamego і виклав увесь її фасад алегоричними сценами на азулежу. Він виготовив панно, відоме як Ferreira das Tabuletas, із зображенням ваз для квітів, дерев та алегоричних фігур, використовуючи техніку тромплей. Ці розписані вручну панно є прекрасними зразками еклектичної романтичної культури кінця XIX століття.

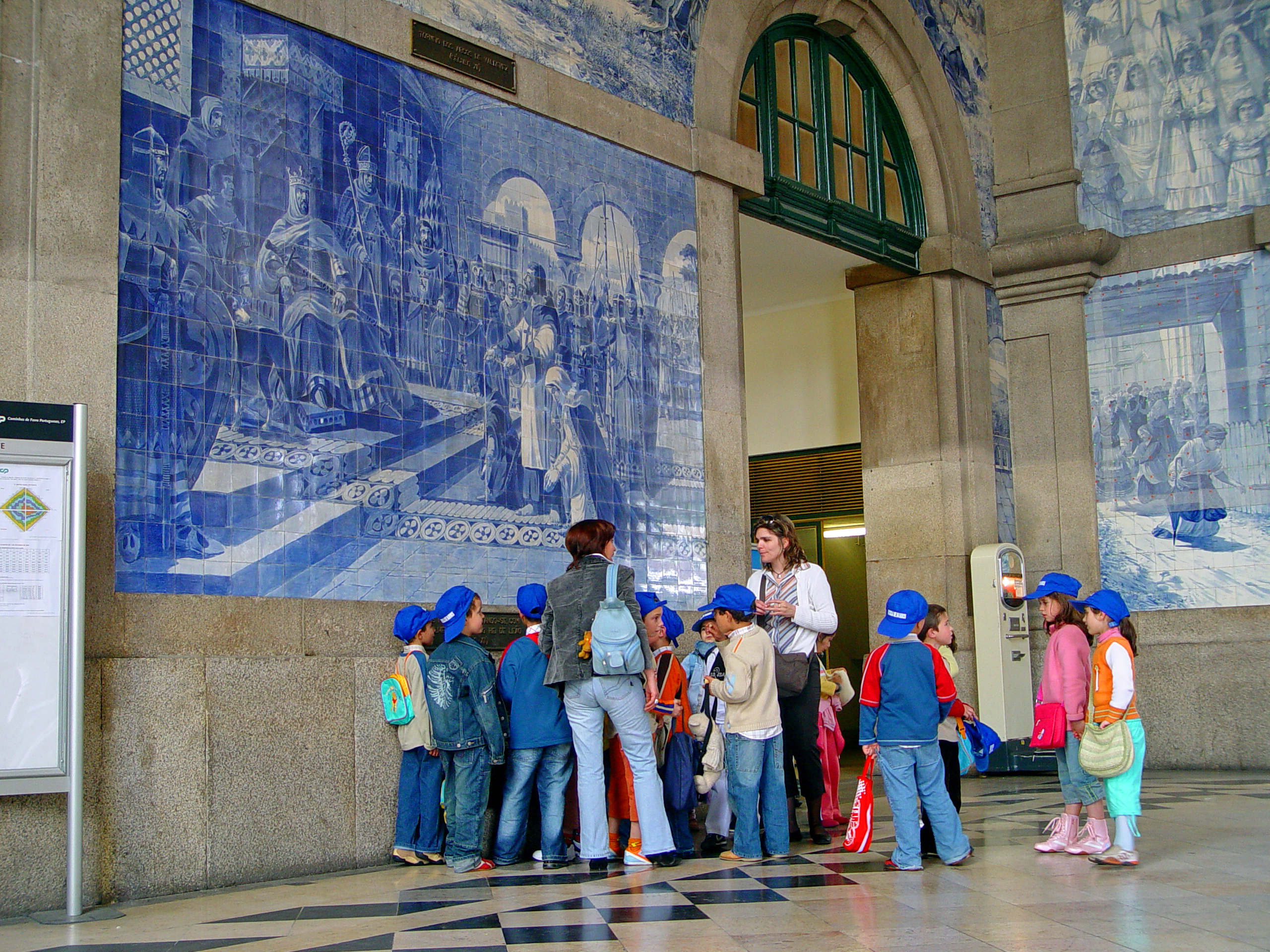
Панель азулежу на залізничній станції Сан-Бенту в Порту, Португалія.
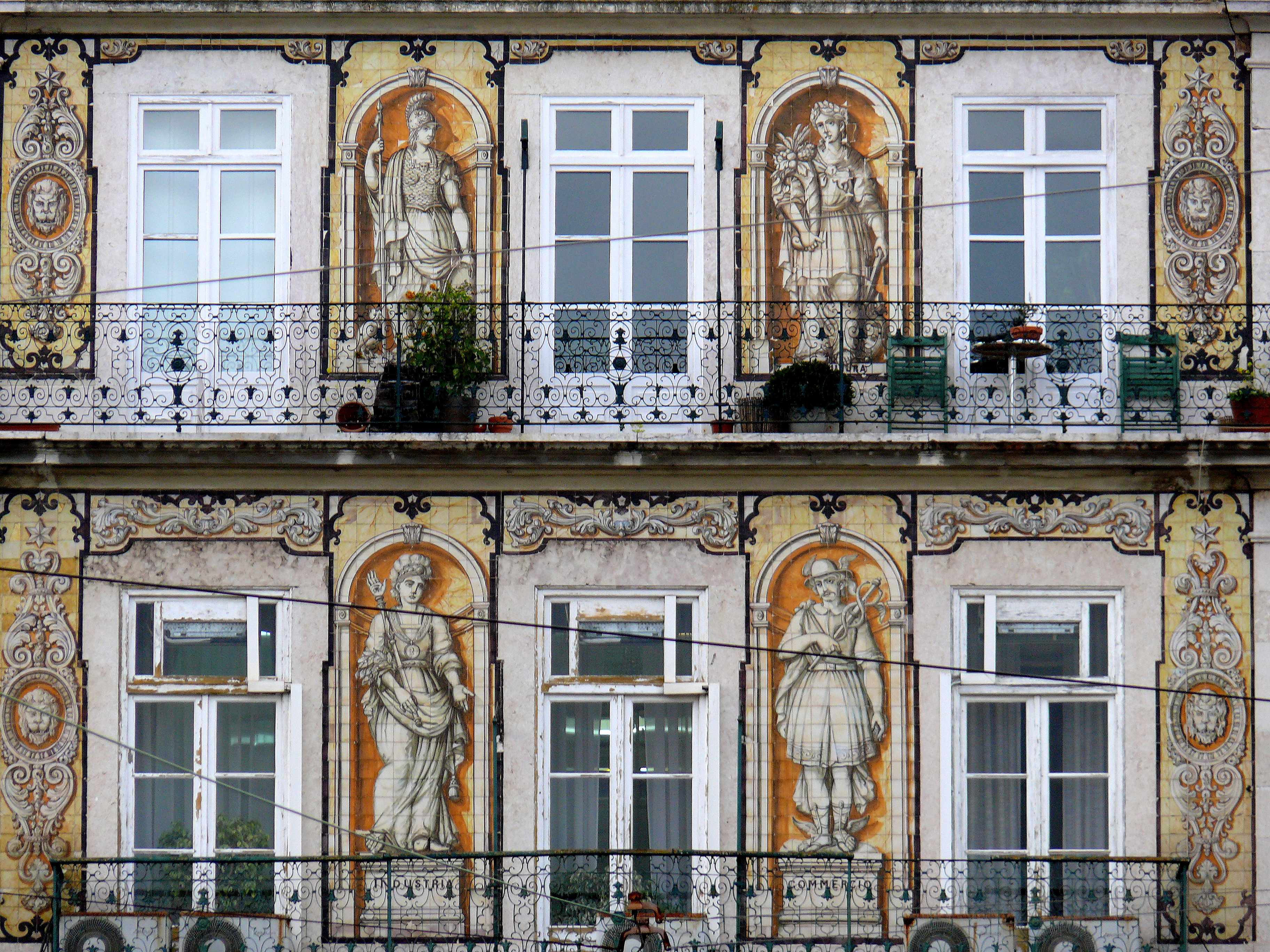
Фасад будинку Ferreira das Tabuletas у Лісабоні.
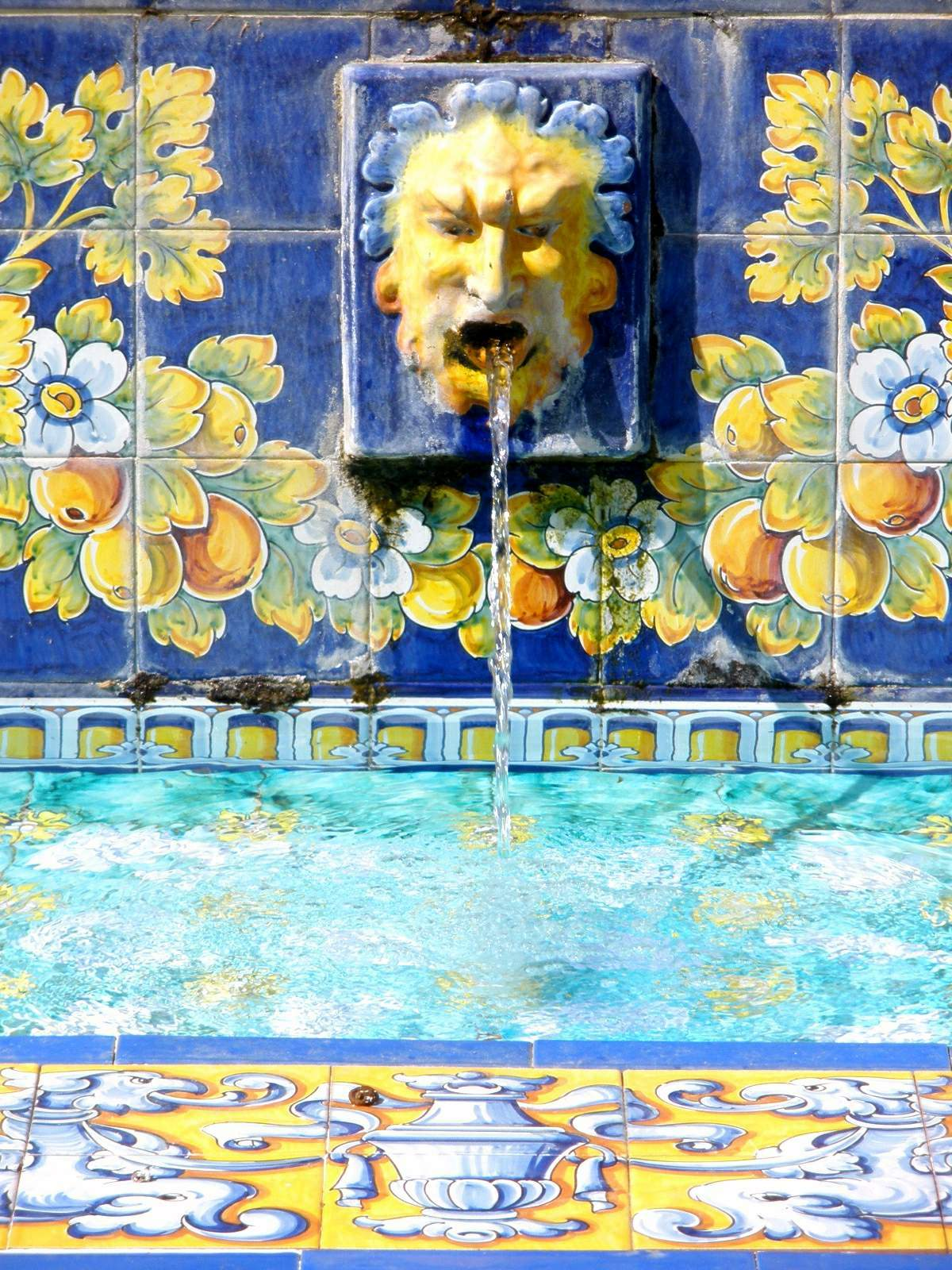
Сад дель Прадо в Талавері де ла Рейна, Іспанія. Побудований у 1864 р.
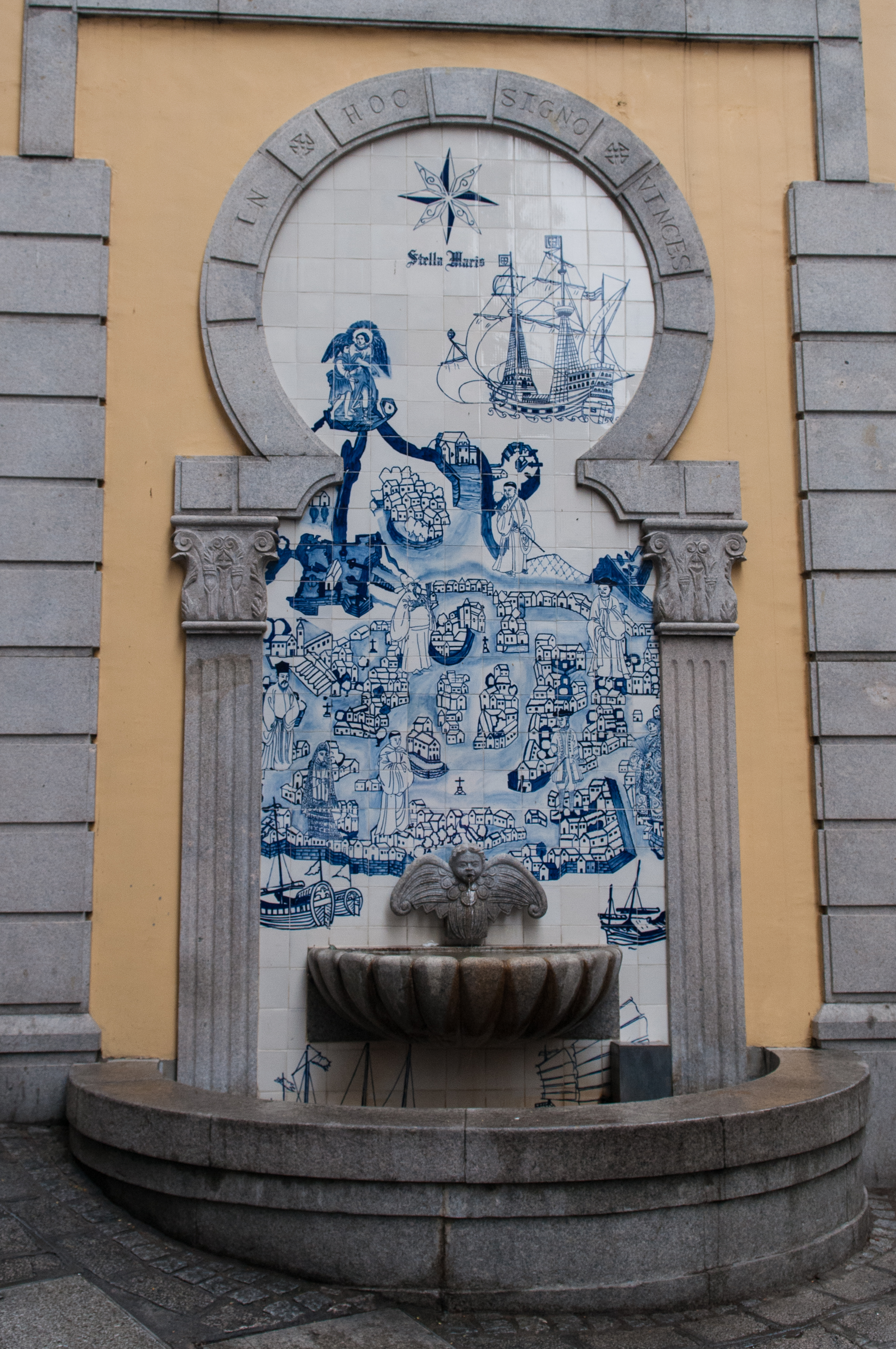
Азулежу на вулицях Макао, колишньої португальської колонії.
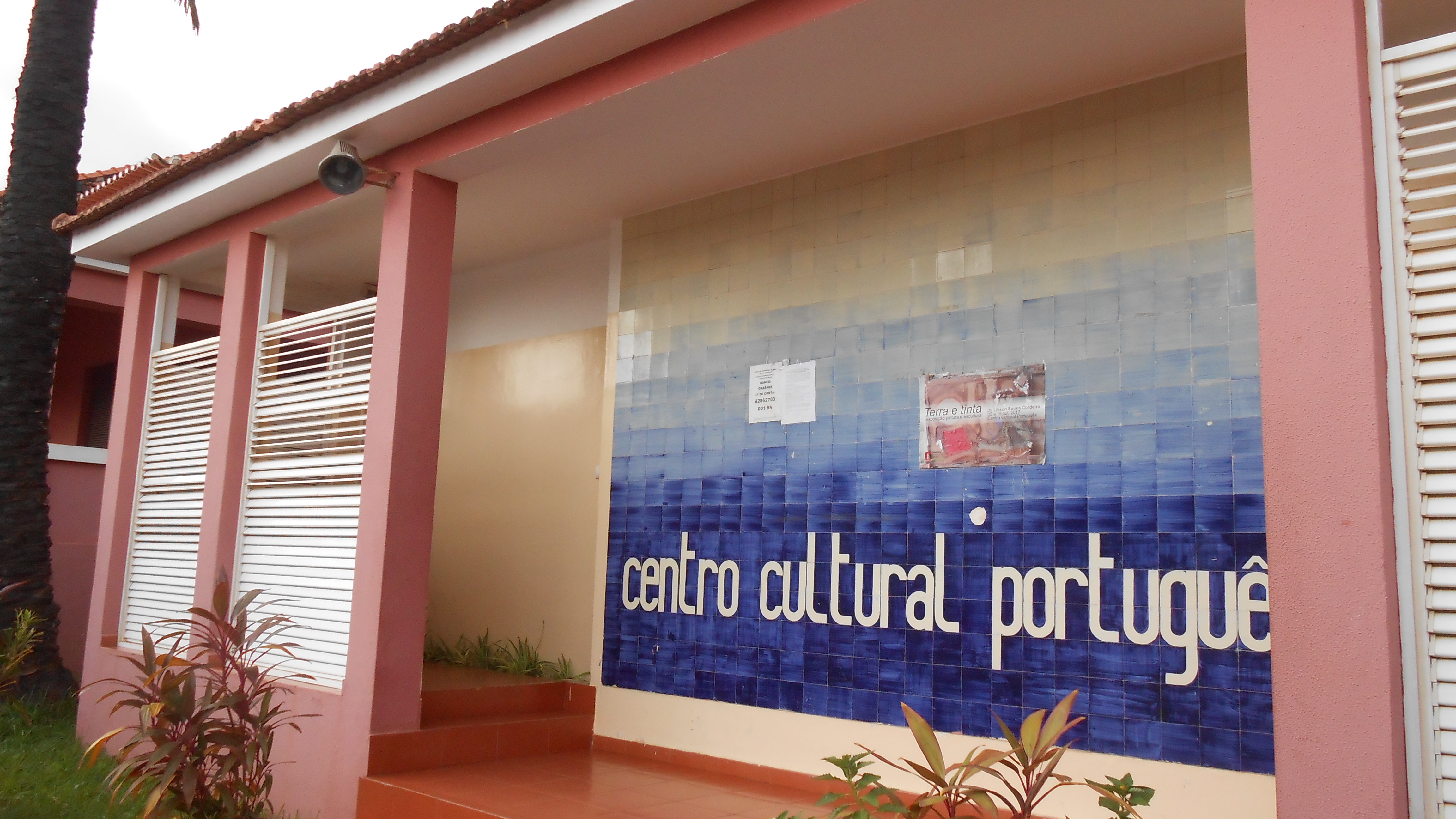
Ажулєзу в Бісау, Гвінея-Бісау
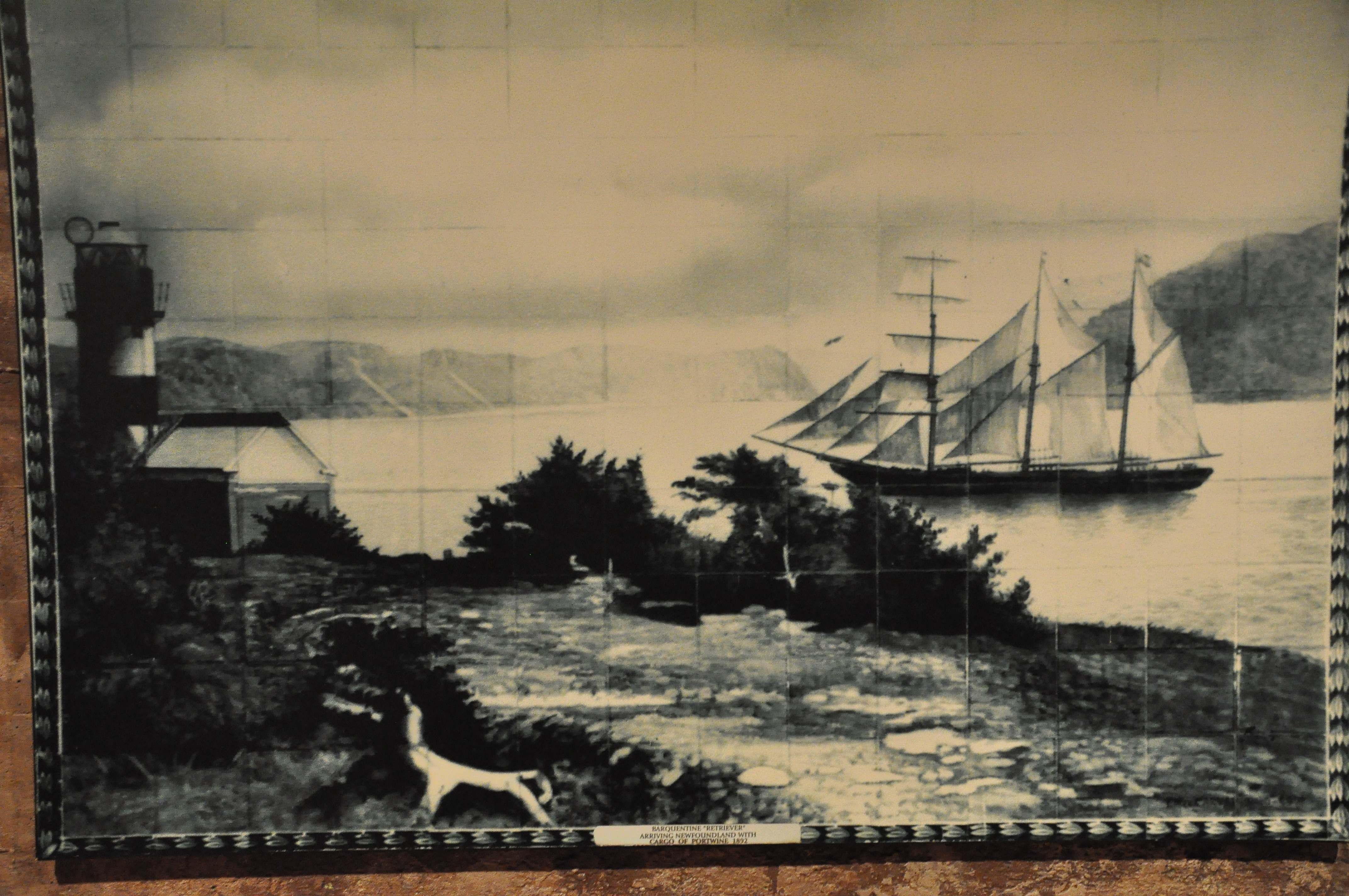
Азулежу, яке зображає прибуття корабля з портвейном до Сент-Джонса, Канада, 1892 р.

### XX століття
На початку XX століття почали з'являтися азулежу в стилі Модерн. Художники у цьому стилі — Рафаел Бордалу Пінейру, Жуліо Сезар да Сілва та Жозе Антоніу Жорже Пінту.
У 1885 році Рафаель Бордалу Пінейру заснував власну фабрику в Калдаш-да-Раїнья, яка своїми вриробами прославила це місто. Музей Сан-Рафаель при фабриці присвячений фантастичним творам уяви художника —  декоративним плитам та його сатиричним кам'яним фігурам, таким як Zé Povinho (зображення тривожної людини).
Приблизно в 1930-х роках азулежу в стилі ар деко почав виготовляти художник Антоніу Кошта.
Монументальне оздоблення, що складається з 20 000 кахлів азулежу, у залі залізничної станції Сау Бенту в Порту створив Жорже Колазу. На цих панно він зобразив історичній сюжети у стилі романтичної картини-листівки. Це одне з найпомітніших творів на основі азулежу, створеного у ХХ столітті.
Інші художники цього періоду: Маріу Бранку та Сільвештре Сільвештрі прикрасили в 1912 році бічний фасад Церкви ду Карму (Порту), та Едуарду Лейте, який виклав азулежу Каплицю Санта-Катаріни, імітуючи стиль 18 століття (Порту).
Відомі художники 20-го століття: Жорже Баррадаш, Карлуш Ботелья, Жорже Мартінш, Са Ногейра, Менез та Паула Регу.
Марія Кейл спроєктувала абстрактні панелі азулежу на початкових дев'ятнадцяти станціях Лісабонського метрополітену (між 1957 і 1972 роками). Ці творі стали рушійною силою відродження мистецтва азулежу, яке на той час було в деякому занепаді. Її роботи на станції Intendente вважаються шедевром сучасного мистецтва азулежу.

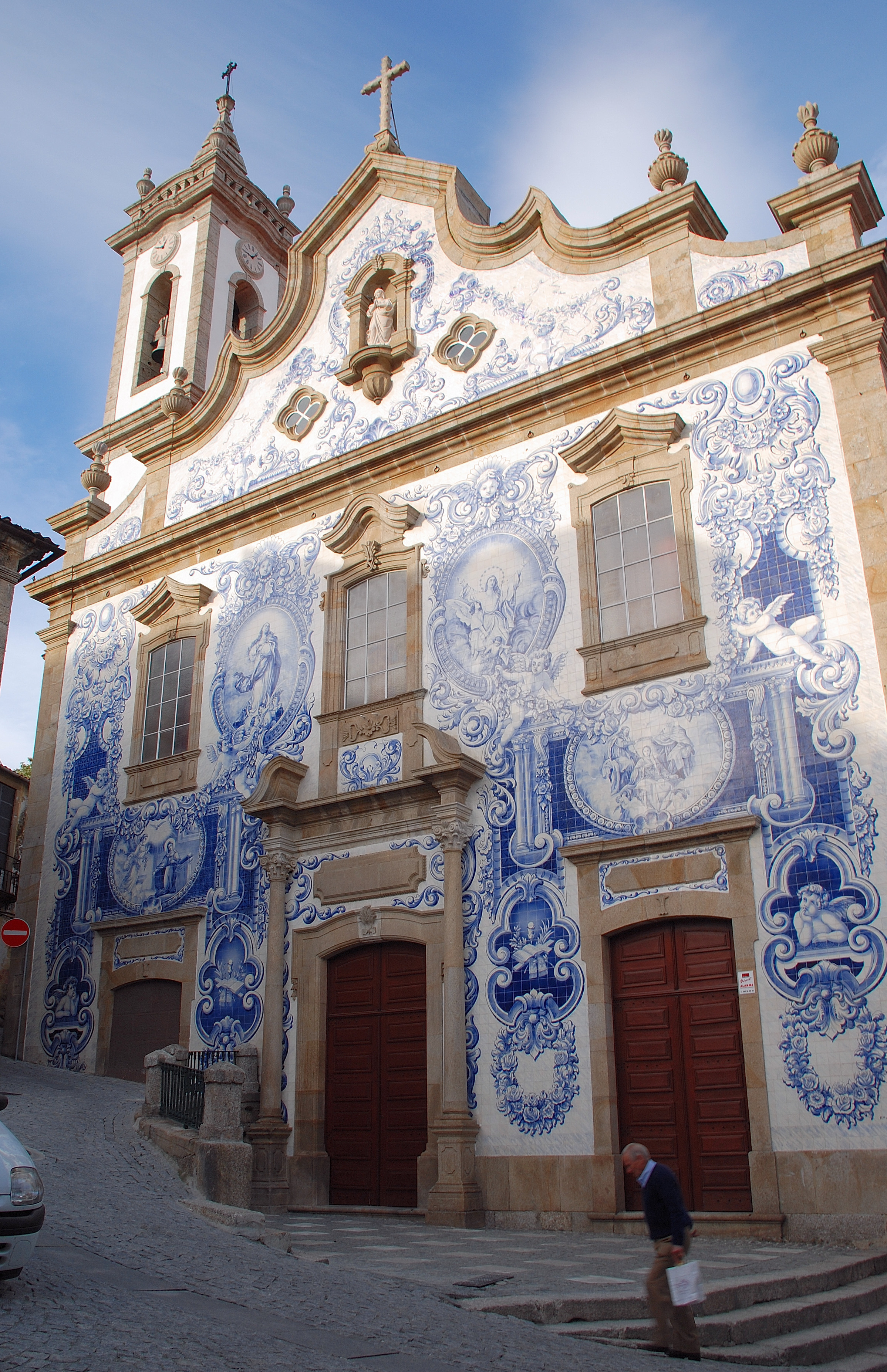
Церква святої Марії в Ковільї; фасад був покритий у 40-х роках.
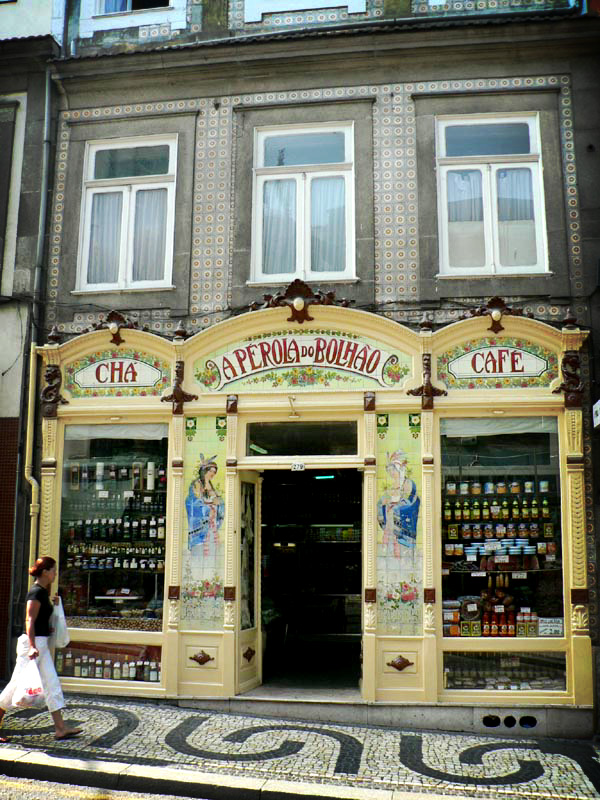
Азулежу в стилі Ар Нуво на фасаді магазину у Порту
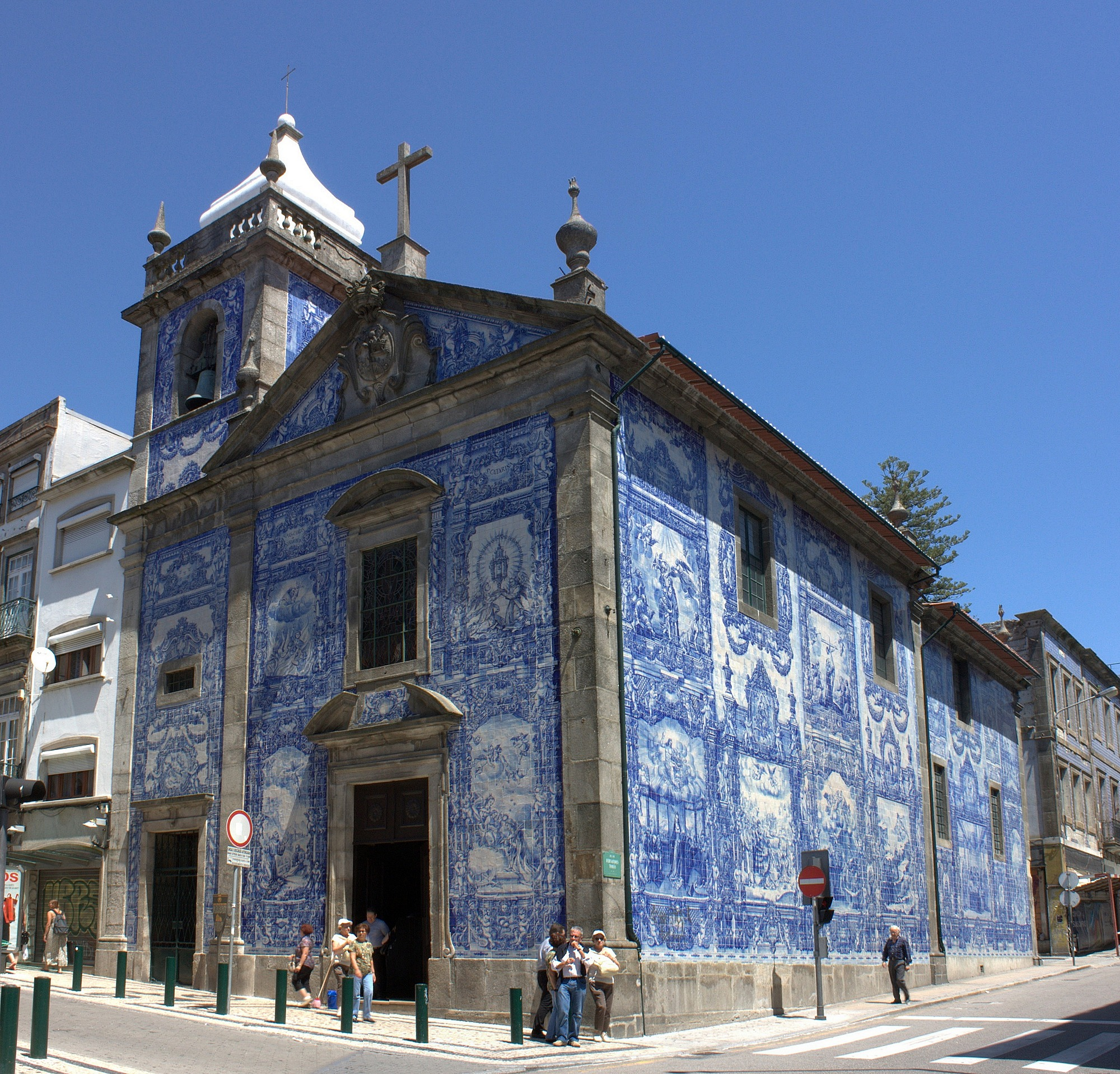
Каплиця Санта Катаріна, Порту; фасад, покритий ажулєжу, 1929 р.
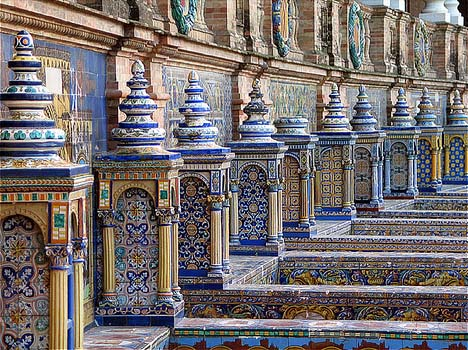
Площа Іспанії (Севілья), 1928 р.

## Сучасність

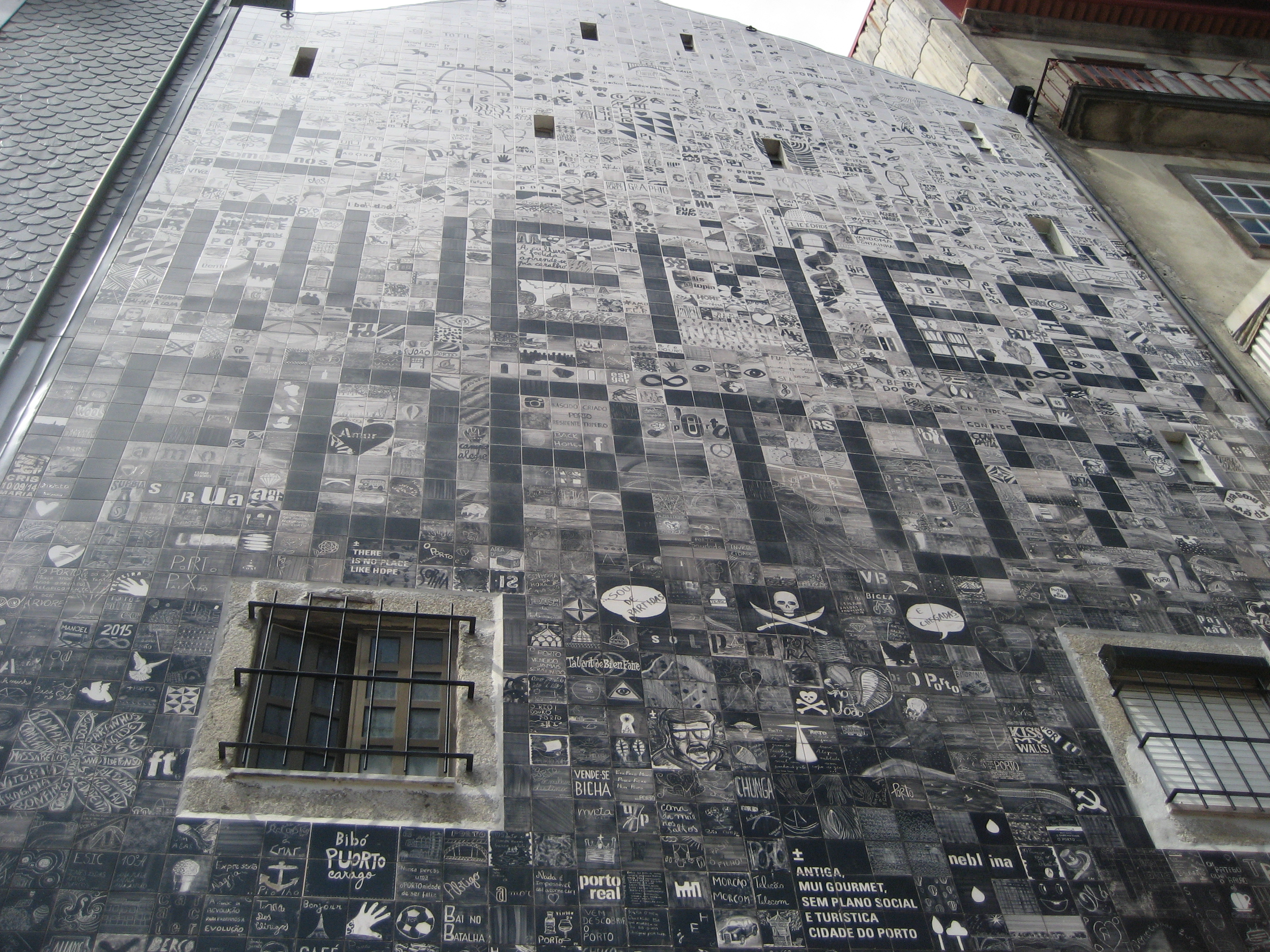
Азулежу у ХХІ столітті, Порту

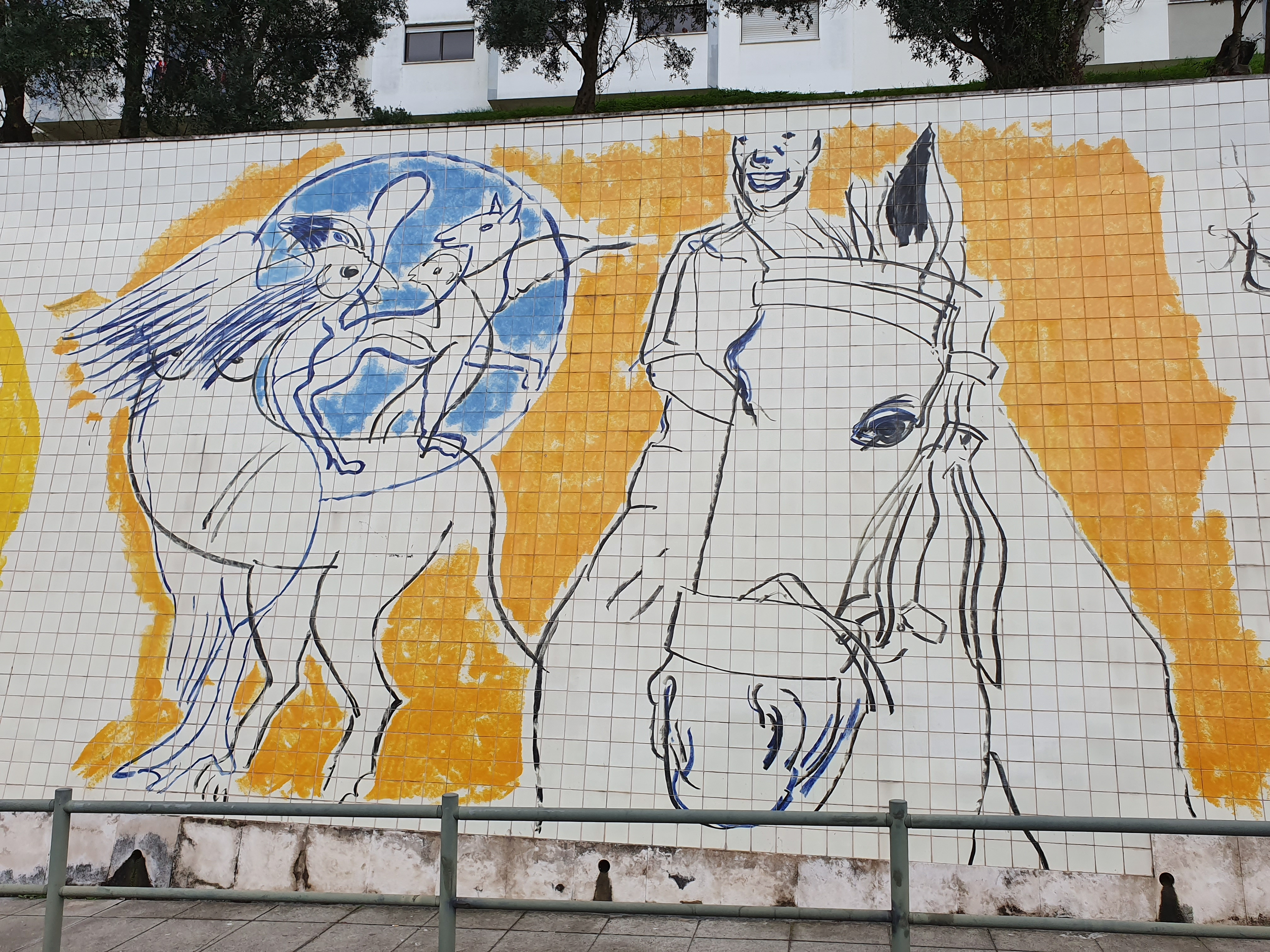
Азулежу в Ріу-де-Мору декороване Грасою Мораєш

Національний музей азулежу в Лісабоні вміщує найбільшу в світі колекцію португальських кахлів азулежу.
Також азулежу можна зустріти у Канаді, США, Філіппінах, Колонії-дель-Сакраменто, Уругваї, Макао, Бразилії, Перу та кількох містах Мексики.
Через поширеність азулежу та відносну простоту доступу до історичних та часто закинутих будівель по всій Португалії, цей тип кахлю вразливий до вандалізму та крадіжок. У Лісабоні часто можна зустріти торговців такими азулежу на вуличних ярмарках та на чорному ринку.
З 2013 року владою Лісабону заборонено зносити будівлі з покритими азулежу фасадами задля захисту своєї культурної спадщини.
Найбільша кількість крадіжок відбувається в столиці країни. Влада Лісабону вважає, що 25 % від загальної кількості художніх кахлів було втрачено у період з 1980 по 2000 роки.
Організація SOS Azulejo, створена в 2007 році у складі Поліції визначила обмеження та контроль продажу старовинного кахлю на чорних ринках як свою головну мету на сьогодні. У Лісабоні також створено «Банк Азулежу», який збирає та зберігає близько 30 тис. кахлів вже знесених або тих будівель, що підлягають знесенню. Подібні організації, що засновані та утримуються за рахунок пожертв місцевих жителів, існують у містах Авейру, Порту і Овар.
У серпні 2017 року було прийнято новий закон із запобігання як знесення будівель, покритих азулежу по всій країні, так із ініціювання реставраційних робіт.